# 拳銃

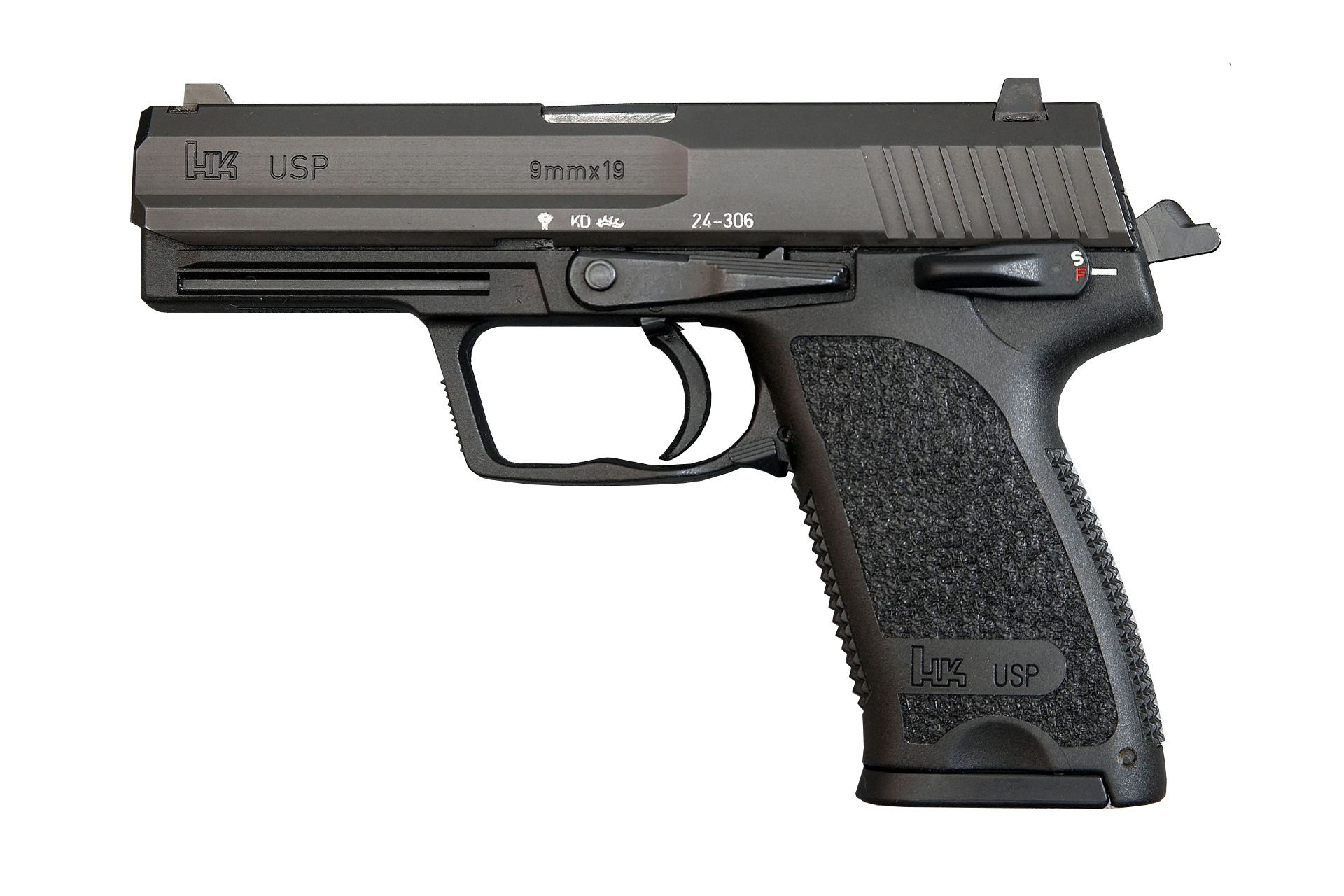
H&K USP

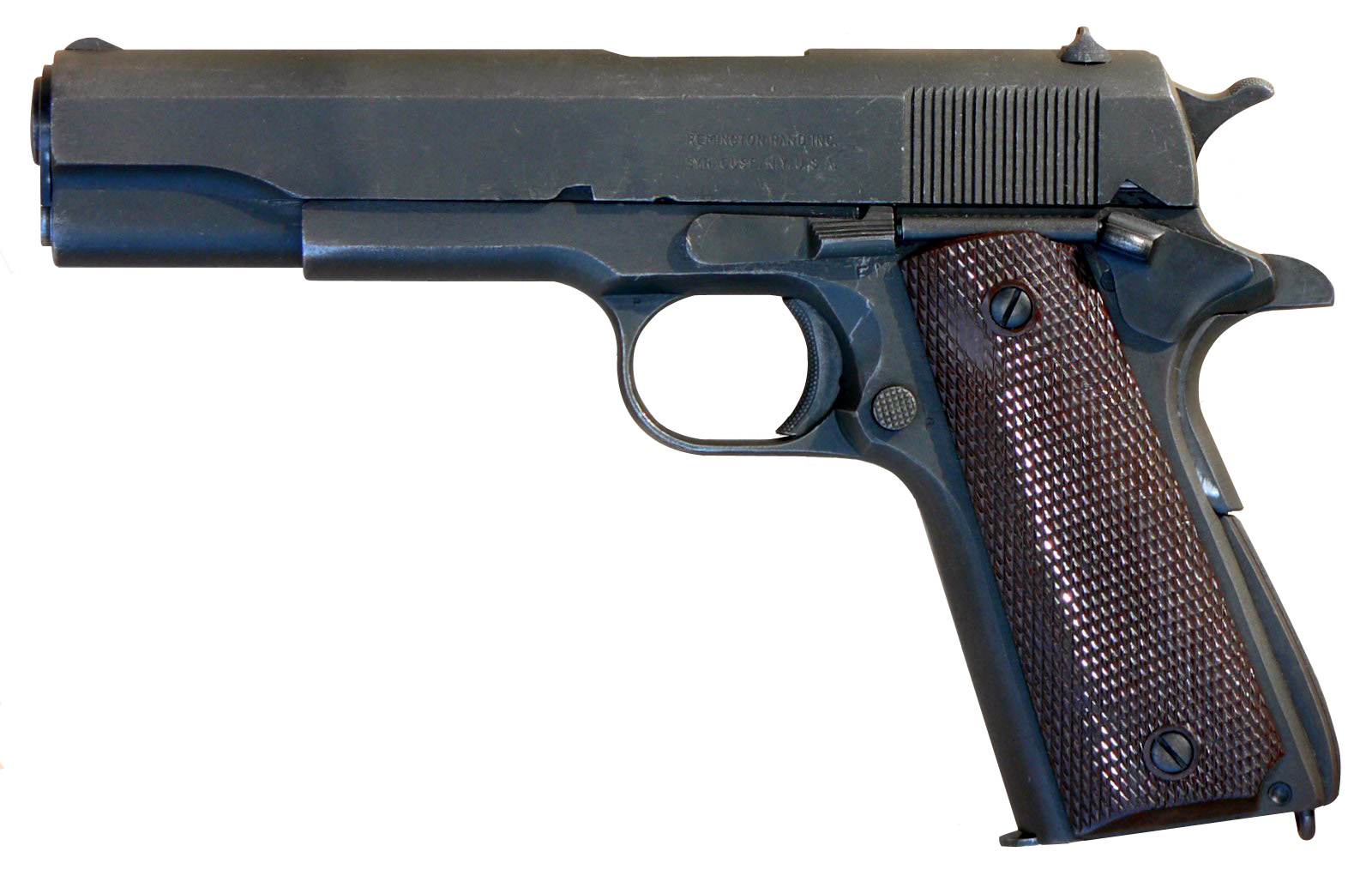
アメリカ軍の制式採用から70年、更に制式を外され30年が経過した現在も、世界中で使用されているM1911

拳銃（けんじゅう）は、片手で射撃するためにデザインされた銃の総称である。小型で携帯性・秘匿性に優れており、主に護身用に使用される。
「けん銃」と表記されることもあり、他に「短銃（たんじゅう）」、「ピストル」とも呼称される。

## 概要

拳銃弾の断面図
1.弾頭
2.薬莢
3.火薬
4.リム（起縁部）
5.雷管

日本の防衛省では、拳銃を英語のpistolに対応する語とし、「片手で保持して照準し，弾丸を発射できる銃」と定義している。
拳銃に対して小銃・散弾銃・機関銃等の大型の銃器をショルダーウェポン（Shoulder weapon）またはロングガン（Long gun）と呼び、日本ではこれを長物（）と訳すこともある。
火縄銃が伝来した直後から日本でも製造されており、江戸時代までは短筒、馬上筒などと呼ばれていた。洋式火器が輸入されるようになった幕末から短銃、ピストルと呼ばれるようになり、これらは拳銃と並んで現在も一般的な呼称となっている。
両手で扱う他の火器と比較して、次のような特徴を持つ。
小型である
銃床を持たず銃身が短く携帯性に優れている。各国の警察官も拳銃を携行している事が多い。犯罪者側も隠し持つために有利であるので、大型銃と比較し所持規制が厳しい傾向にある（アメリカでは州により法律が異なるが、自宅に置く「所有」は規制が緩い一方、「携行」は警察官を除き許可を要する州もある）。
拳銃弾を用いる
緩燃性の装薬を多く用いる小銃弾に比べて、速燃性の装薬を少なく用いる拳銃用弾薬が使われる。拳銃は銃身が短いため銃身内での弾頭の十分な加速が望めず、発射薬の燃焼速度や弾頭重量によってパワーを稼ぐ必要がある。
そのため拳銃弾は小銃弾に比べ短いが口径は大きい傾向にある。結果として近距離で十分な威力を持つが距離による威力減衰が激しい特性がある。
片手でも射撃が可能
拳銃弾は小型で低威力のため、反動が少なく片手でも使用できる。片手で使用できないものは拳銃の範疇に含めない。ただし片手持ちでは射撃精度が低くなるため、現在は両手で保持する射撃姿勢が主流である。

## 名称について
「拳銃」とは、英語のハンドガン（英語: Handgun）が日本で意訳された言葉である。「拳」の字が改定前の常用漢字表に含まれていなかったため、官庁やマスコミなどでは「短銃」と呼ぶか、または「けん銃」と交ぜ書きにすることが多い。また、暴力団関係者の間では「はじき」、「チャカ」、「飛び道具」といった隠語で呼ばれている。
この種の「小型で銃身が短く片手で射撃可能な銃」を指すものとして広く用いられる「ピストル」の語は、イタリアのトスカーナ州北部にある都市であるピストイア(Pistoia) に由来するとされ 、1540年頃にこの町に住む銃工カミッロ・ヴィテッリ（Camillo Vitelli）が発明し、それがヨーロッパでこの種の銃を指す「ピストル」の語源になった、という説がある。日本語としての“ピストル”は、直接的にはオランダ語(pistool)の発音が語源である。
ただし、米国で単に「ピストル」というと普通は自動拳銃を指し、回転式拳銃は「リボルバー(Revolver)」と呼ばれる。

## 構成要素・アタッチメントについて
部品の名称などは主に銃の部品#拳銃ページにて行っている。
アタッチメント
- 銃床（ストック）
- 銃剣
- ランヤード（英語版） - 体と結び盗難や落下を防止する紐。ピストルランヤード、拳銃吊り紐とも呼ばれ、警察や軍隊で用いられる。
- レッドドットサイト（英語版）
- アウターバレル - 外付けのバレルで、有効射程を伸ばす。
- コンペンセイター - 射撃時の反動を抑える部品
- サプレッサー(消音器)
- muzzle stand off device - 主にショートリコイルの銃に取り付けられる部品で、銃口を押し付けるとスライドする部分がずれて、連動する内部部品が接続しなくなり射撃できなくなる問題を解決するためもの。格闘用の突起の付いたストライクフェイスなどがある。
- フラッシュサプレッサー、フラッシュハイダー - 射撃時のマズルフラッシュ（英語版）を目立たなくする。
- カメラ - 法廷に提出するための使用前後の映像を記録するためのもの[4]。
- レーザーポインター
- 高輝度ライト - 暗所での捜索や目くらましに用いられる。あらかじめ照射範囲を調節することで、簡易照準器としても応用できる。
- auto-sear - 違法な安易にフルオート連射化させる改造部品[5]。Swich、Chipなどとも呼称される。3Dプリンターでも出力できる簡易な部品だが、アメリカでは所有だけで2年の懲役刑となる[6]。
- スタビライジングブレース（Stabilizing Braces） - アームブレースとも呼ばれる腕に固定化してライフル銃並みに命中精度を向上させる装備[7][8]。2023年1月13日、アメリカではスタビライジングブレースを装備して銃身を改造したピストルはライフルと同じ規制対象となった[9]。

## メンテナンス・保持方法について
- 火器の清掃（英語版） - 拳銃のメンテナンスは大別して2種類ある。注油ときちんと動作するかの確認という日常的なメンテナンス、射撃後の残留物を除去する射撃後の手入れを行うことと銃器の説明書には記載されている[10]。
  - 使用する器具としては、クリーニングロッド、チェンバークリーニングブラシ、布、クリーニング液などである[10]。
- ホルスター -　拳銃を持ち運ぶ際には、隠し持つコンシールドキャリー（英語版）の場合が多いが、銃が見えるようオープンキャリー（Open carry）で携行する場合もある。
- 口径変更（ドイツ語版） - メーカーが提供するモジュールを変えることで口径を変更できるようにしている。マルチキャリバー（Multi-Caliber）システムなどとも呼ばれる。

## 用途について

### 軍事用途

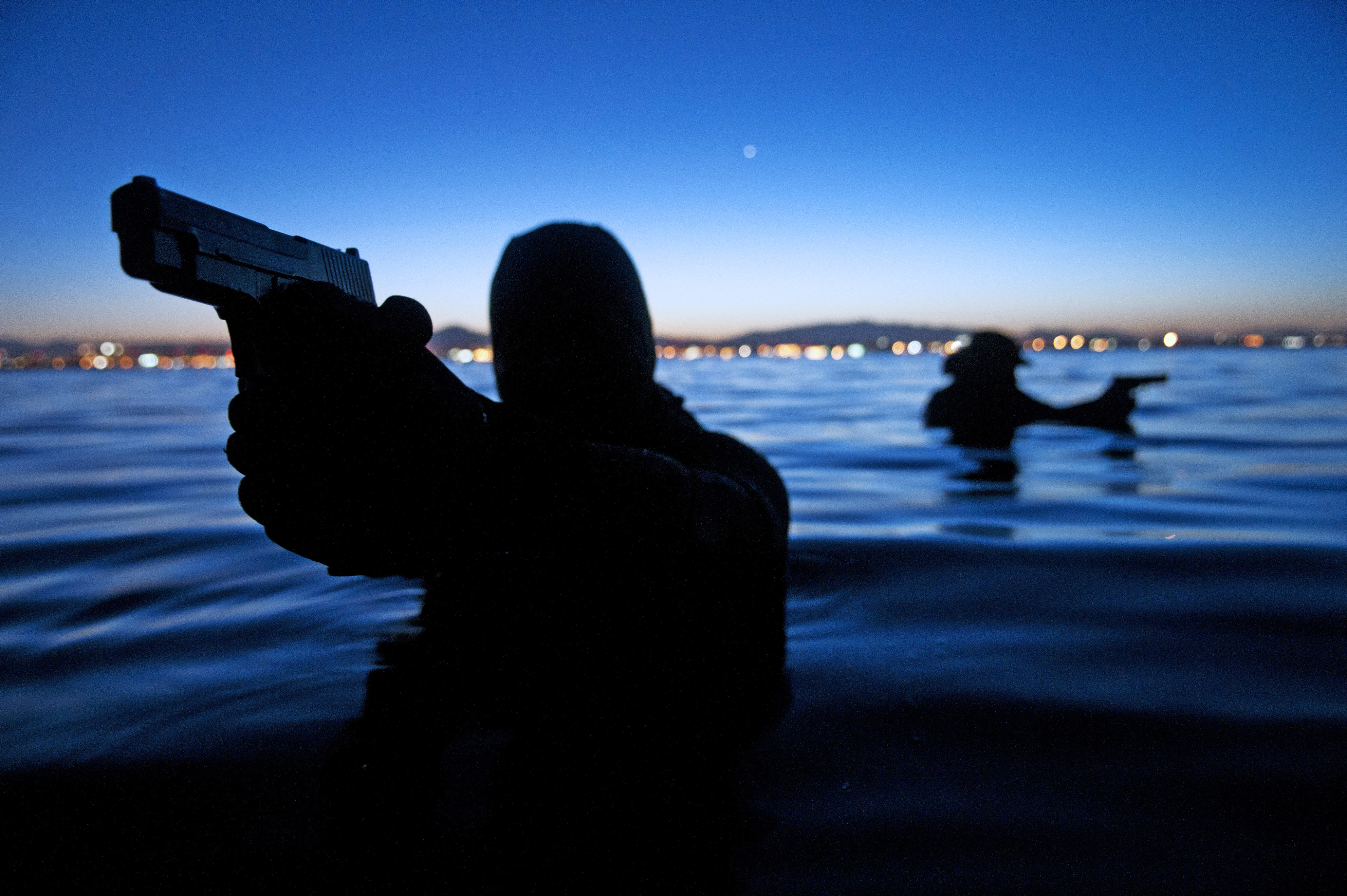
拳銃を使用するNavy SEALs隊員

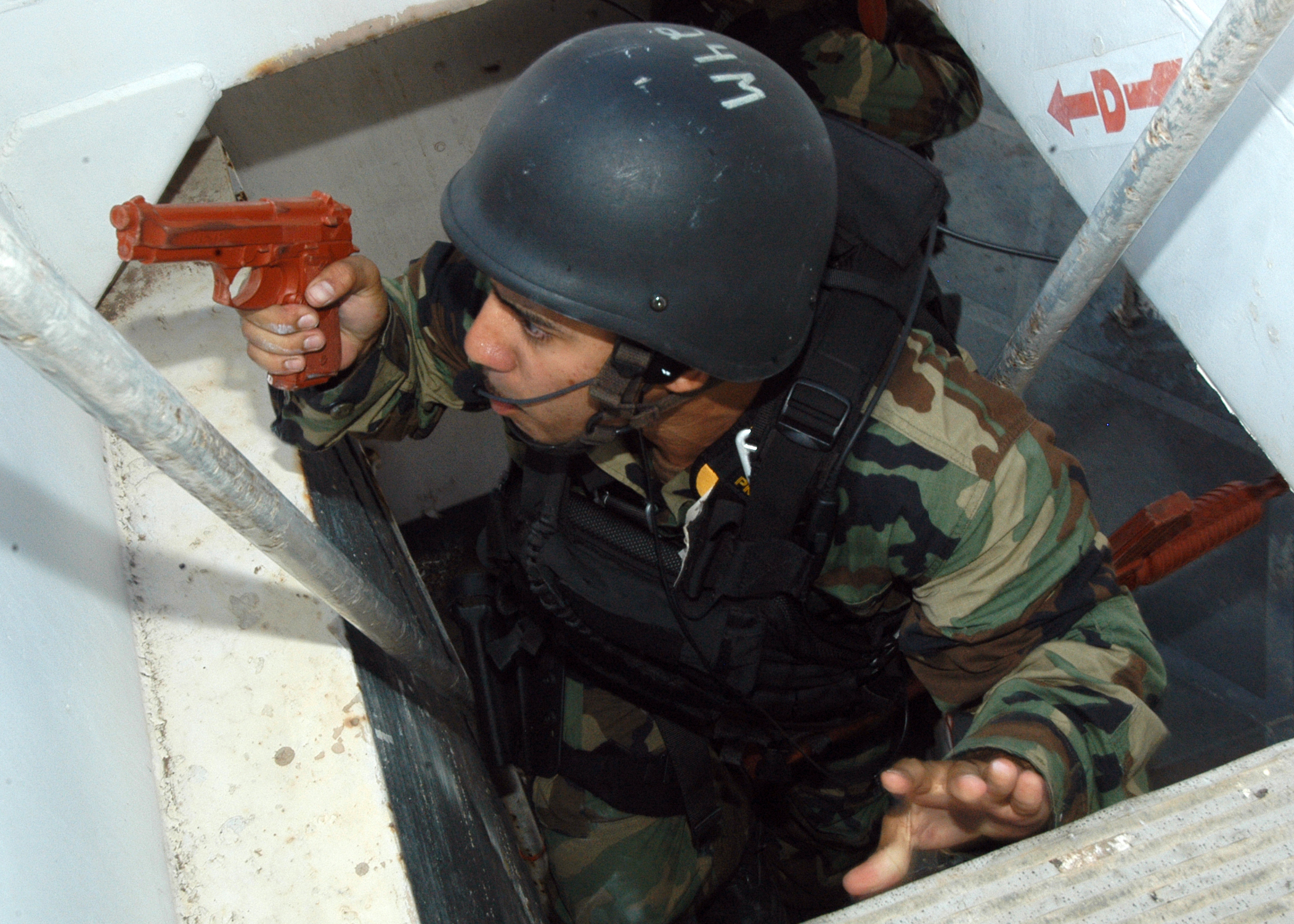
模擬拳銃（実銃との区別のため赤い樹脂で出来ている）を使用して臨検の訓練を行うアメリカ海軍兵士、狭い空間での戦闘では拳銃が使用される場合がある

現代では将校、狙撃手、重火器の操作手、車両および航空機の乗員などに、護身用として自動拳銃が支給されるのが一般的である。対して一般の歩兵部隊ではごく限定的な数が運用されるのみである。
拳銃は一般的な火器と異なり、ストック（銃床）やフォア・グリップ（前方銃把）の類が存在しない上に、そのものが軽量であるため制動が難しい。そのため、射撃には習熟が必要な上に、野戦において小銃類に対抗することは不可能に近い。中近距離の戦闘においても、アサルトライフルや短機関銃といった自動火器に比べて、有効射程や発射速度が絶対的に不足しており、不利は免れない。わずかに室内などの数m以内の近接戦闘で対抗しうる程度である。さらに、小銃弾に比べて殺傷力（ストッピングパワー）が低い上に、現代の歩兵が着用しているボディーアーマーや戦闘用ヘルメットすら貫通出来ない場合が増えている。それに加え用途の限られる拳銃弾の補給は兵站への余分な負担となる。
しかしながら、実用上の不利にも関わらず、副武装（サイドアーム）として未だに拳銃は現役である。つまり、自動小銃や軽機関銃などの主武装を失っても丸腰にならずに済むという心理的充足には、小型で携帯性が高い拳銃が適している。特殊部隊のように特別に訓練・予算が充実している部隊は拳銃の訓練を実施する場合が増える。同様に先進国では軍隊の職業軍人化にともなう人員削減によって兵士一人あたりの訓練・予算が増加し、拳銃訓練を施される兵士の割合が増える傾向にある。とはいえ拳銃を携行するのは負担になるため必要な任務に限られることが多い。

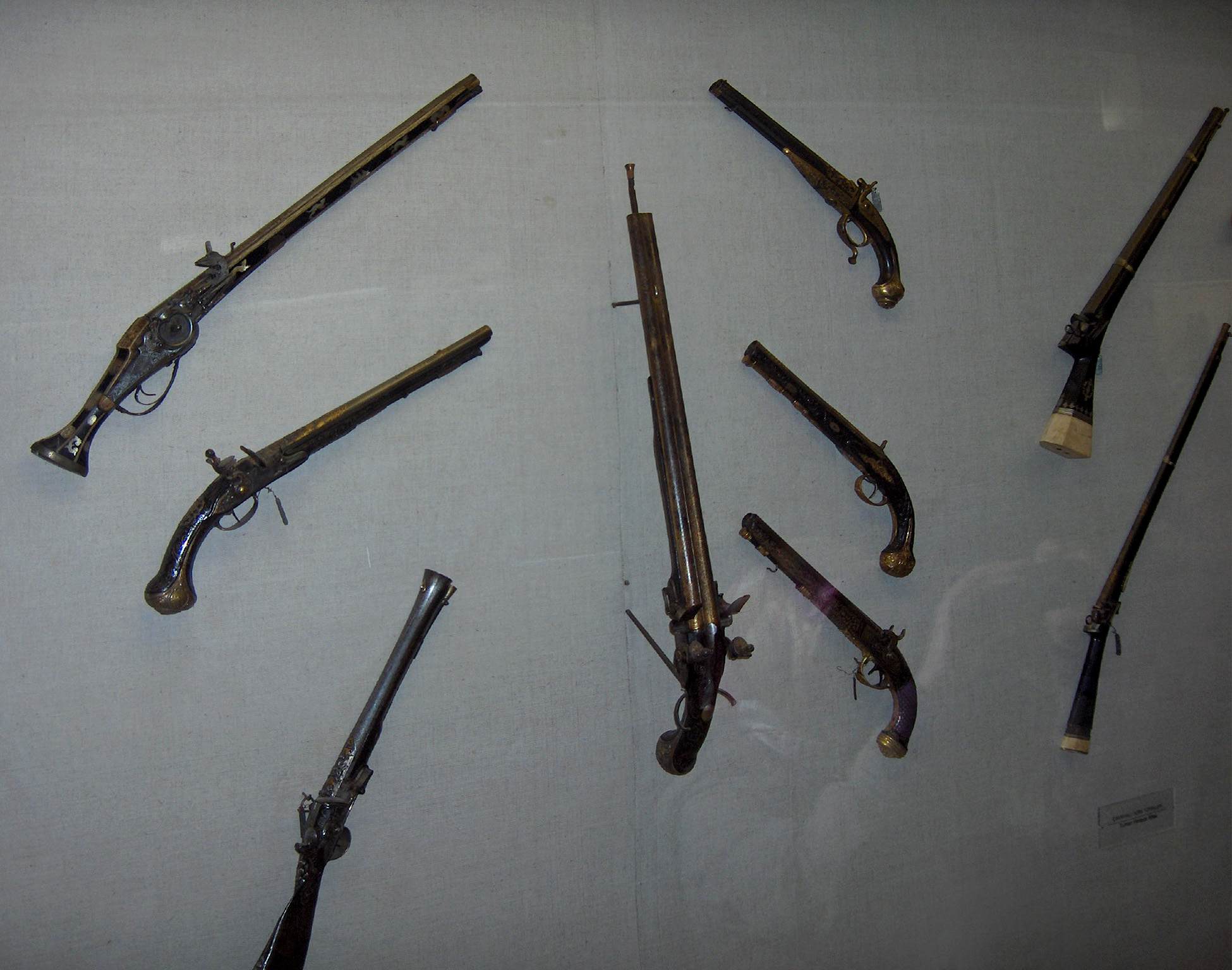
先込め式のピストル

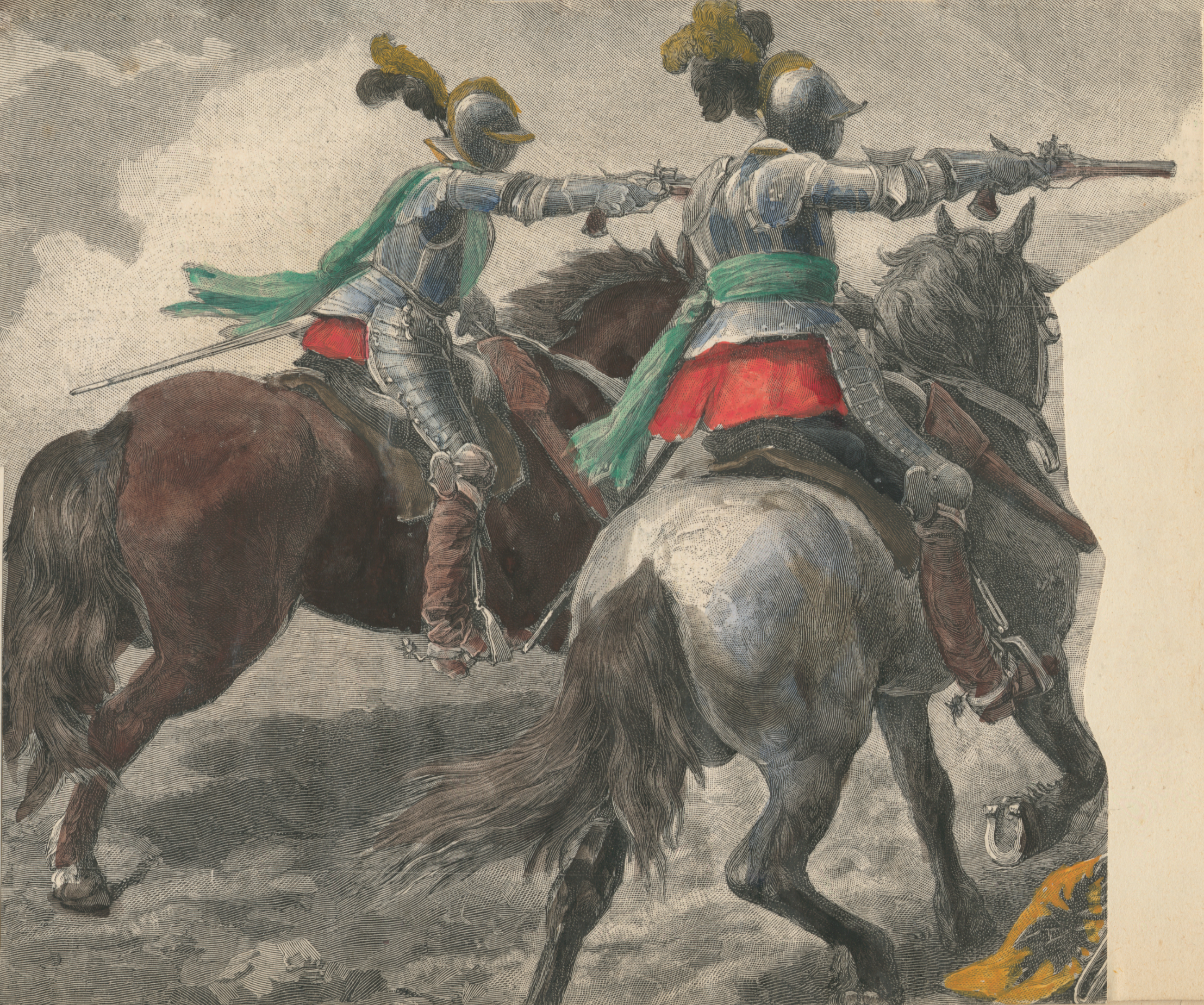
拳銃を発砲する胸甲騎兵

近世
火縄銃の時代から存在した。日本では短筒（片手用）、あるいは馬上筒（両手用）と称した。しかし当時の拳銃は、単に火縄銃の銃身を短くしたものに過ぎない。そのため取扱いの手間も火縄銃と全く同じであり、サイズこそ小型であってもポケットや懐に隠し持つ事など不可能な代物であり、現代の拳銃のような護身用に使えるものではない。また、片手で撃てるように反動を減らした場合（前装式なので火薬の量の調整は容易である）威力不足で実用に耐えない場合もあった。
しかしながら、銃身にライフリングが施されていない当時、銃身を短くした拳銃であっても、命中率は普通の小銃に比べてさほど劣らない利点もあった。
これらは主に騎兵銃として運用された。上記の馬上筒という名称は、そこからの命名である。伊達政宗は大坂の陣において騎馬鉄砲隊を編成し、後藤基次らを打ち破っているが、真田信繁には敗れている。以降の日本では戦乱が終息したため、これ以降の進歩は途絶えた。
一方で西ヨーロッパでは、騎士と呼ばれる重装の槍騎兵が衰退し、三十年戦争ころまでには拳銃で装備した胸甲騎兵が重騎兵の主流になった。三十年戦争においてスウェーデン軍はより軽装にした胸甲騎兵を大々的に運用し、他国でも模倣された。また、銃の点火方式が火縄からフリントロック式に移行すると、懐に隠し持つ事も可能になり、護身用として用いられるようになった。
近代初期
銃身にライフリングが施されるようになると小銃と拳銃の命中率の差が顕著になった。一方で、金属製のカートリッジと無煙火薬等の発達により銃が軽量化されていくと、小銃より若干銃身が短い程度の騎兵銃であっても、騎兵用としての要求を満たせるようになった。そのため騎兵用の主要装備としては拳銃は次第に用いられなくなっていくが、サーベルや槍を主要装備とする抜刀騎兵／槍騎兵の補助装備として用いられる事はあった。
19世紀から20世紀初頭
19世紀にリボルバーが、そして19世紀末から20世紀初頭に自動拳銃が実用化され、連射能力のある武器としての地位を獲得した。当時の小銃はまだ手動装填で連発能力が低く近接戦闘は銃剣に頼っていたため、拳銃の有効射程内なら小銃に対して優位に渡り合うことができた。この時期はピストルカービンも流行し、存在感のあった時期といえる。小型であることから第一次世界大戦では塹壕戦など接近用の武器としても使用された。
第一次世界大戦末期から第二次世界大戦
第一次大戦末期に発射速度で拳銃を圧倒する短機関銃が実用化され、主要な武器ではなく将校・下士官の護身用などに移っていった。
第二次世界大戦後
短機関銃や、拳銃弾を補給する負担を減らすという意味もありアサルトライフルと共通の弾薬のカービンに置き換えられる場合がある。ボディーアーマーなどの歩兵の防弾装備が発達したこともあって能力不足が目立ち、拳銃弾の威力不足が顕著となっている。

### 警察・治安維持部隊用途

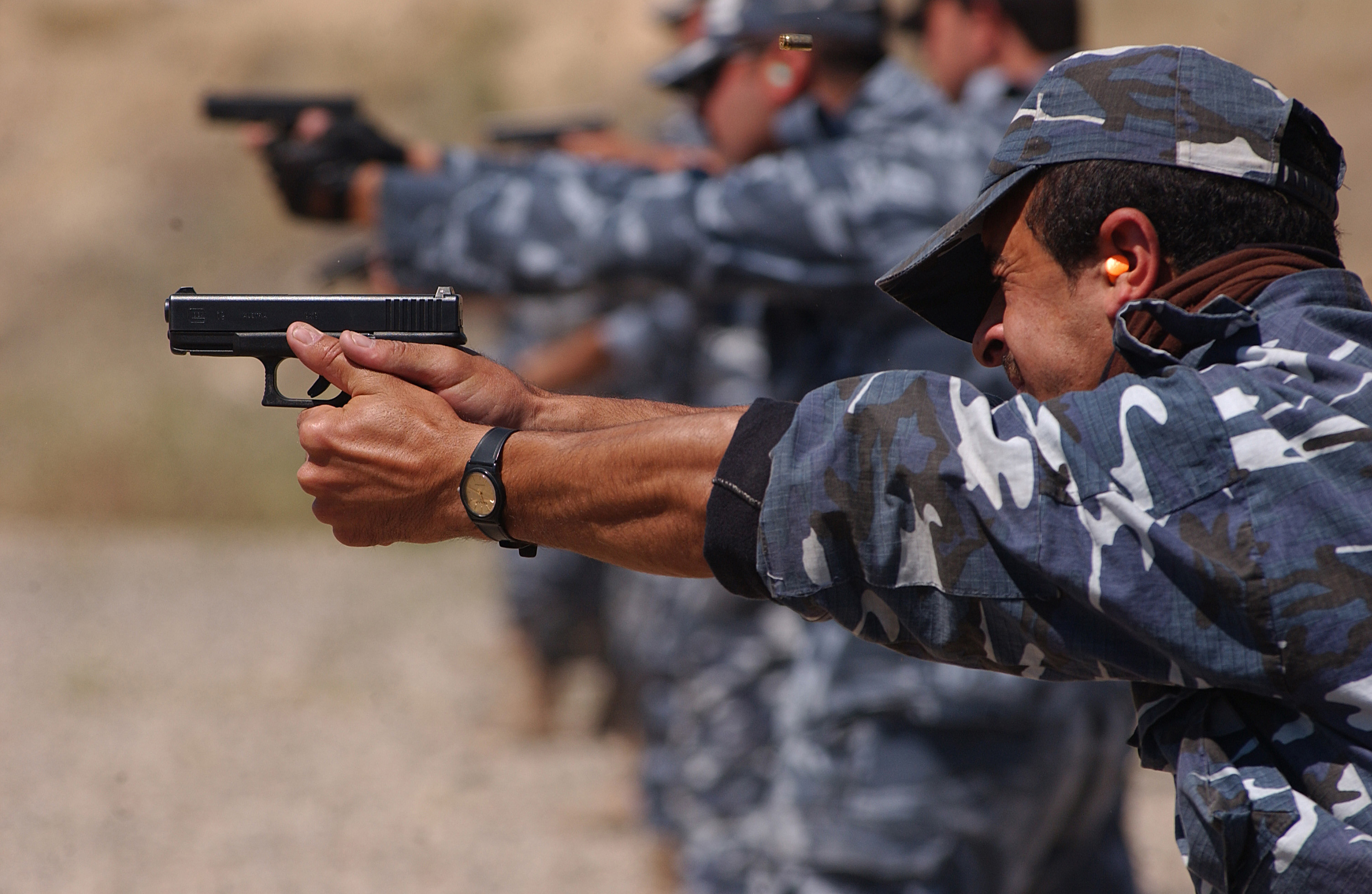
グロック19の射撃訓練を行うイラク警察の警察官

拳銃は警察官の基本装備として各国で広く使用されている。
米国では、かつては安価で扱いやすく信頼性が高いリボルバーが一般的だった。しかし犯人側の重武装化に対して警察側の火力不足が目立つようになり、特に1997年のノースハリウッド銀行強盗事件を契機として、現在ではほぼすべて多弾数のオートマチックへ移行した。世界的にも自動拳銃が主流となりつつあるが、大規模な銃撃戦が稀な日本では、リボルバーは軽量である、操作が容易、調達価格などの理由からいまだ警察用拳銃の主流となっている。また中国の武装警察のように、既存装備のオートマチック拳銃を新開発のリボルバーに切り替える国もある。従前の軍用拳銃の流用では警察用として威力が過大であること、ゴム弾が使用できることが理由という。

### 信号・照明用

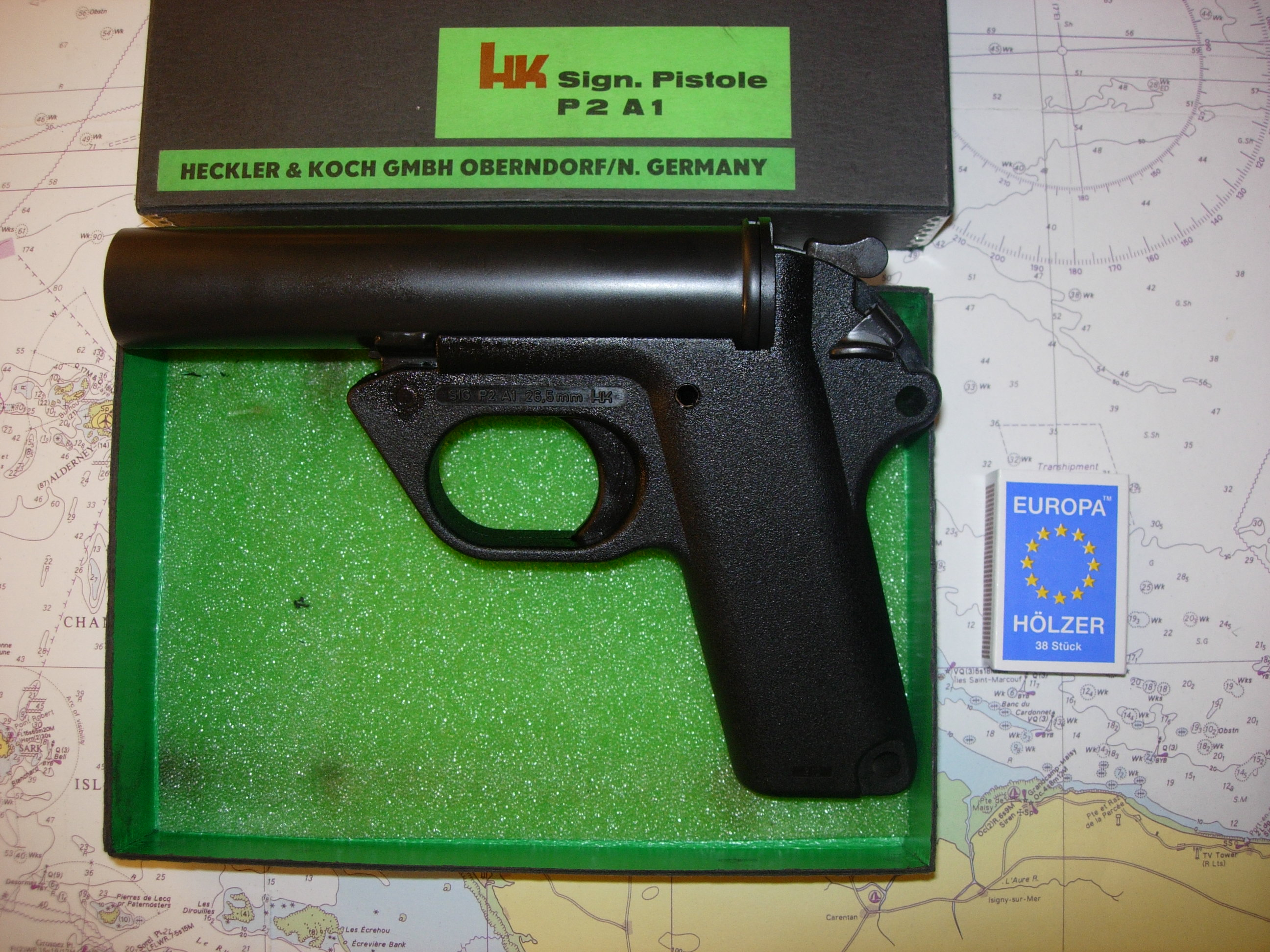
ドイツ連邦軍のH&K P2A1信号拳銃

信号拳銃と呼ばれる専用の拳銃が存在しており、軍隊や民間で連絡や遭難時に使用される。

### 犯罪用途
隠し持てるため、犯罪に多用される。そのため所持規制を課している国家が多い。

### 市民の自衛用
元は比較的容易に所持登録できたが、1970年代以来、規制が強化されていった。
現在一部の国は市民が自衛用に所有することを認めているが、持ち歩く携帯は別の許可を要する場合が多い。

### 競技用

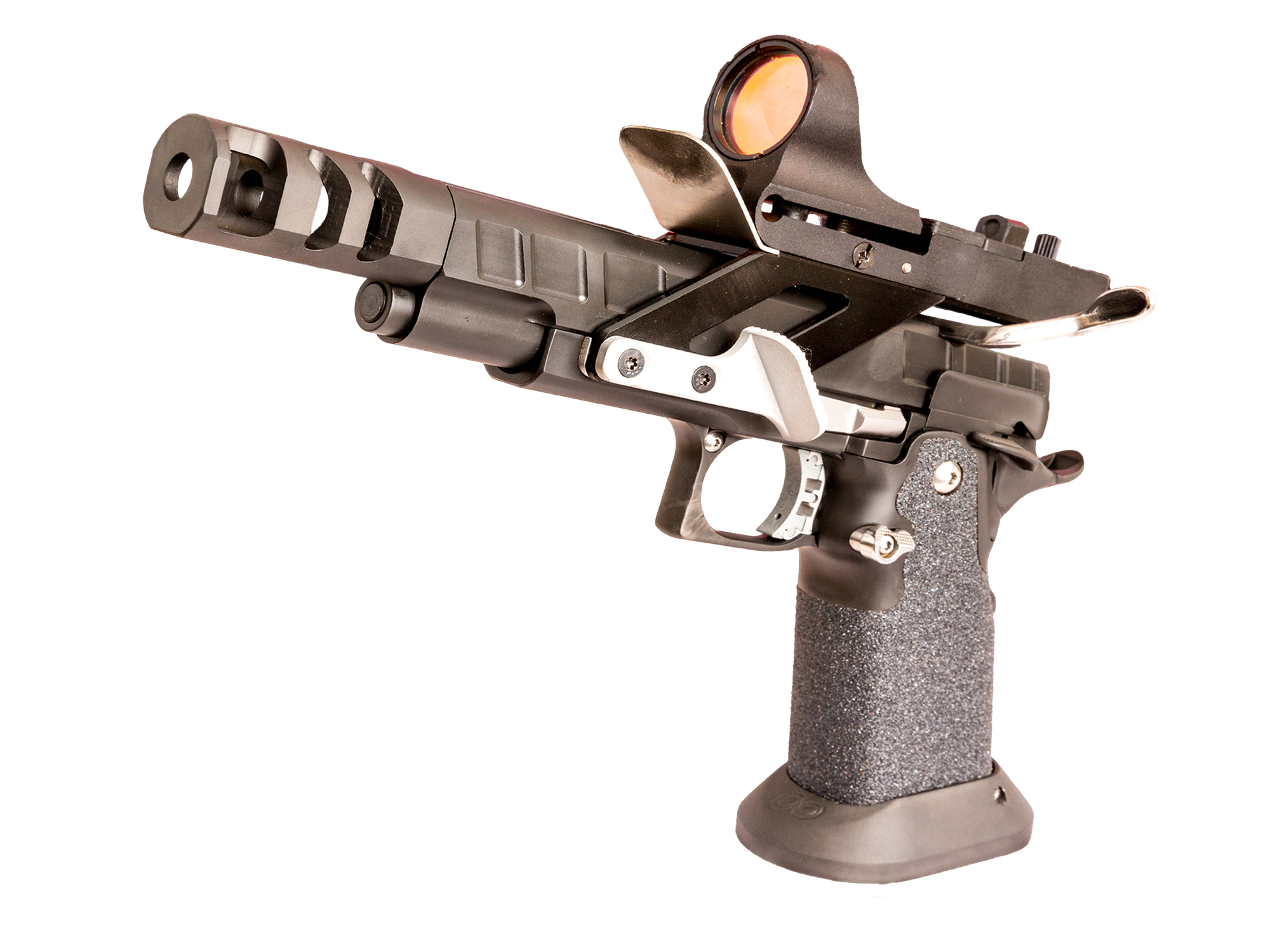
競技向きに改造された自動拳銃

射撃競技のピストル種目に使用する。最初から競技用として設計されたものと、既に製造された銃を競技向けに改造したものがある。

### 狩猟用
拳銃の民間所持が認められている国では、猟銃とともに拳銃を持ち歩くハンターがいる。目的はさまざまで、
- 大型獣に遭遇した時の護身用。通常散弾銃に装填してある散弾をそのまま発射しても獣の突進を止められず、かと言ってスラッグ弾を装填しなおす時間もない場合に、大型拳銃で対処する。
- 動きの速いオオカミや毒ヘビに対して、長い銃身の散弾銃やライフルでは捕捉が困難なため、取り回しのよい拳銃を用いる。
- ウサギや鳥などの小型動物を獲る時に、高価な猟銃弾を節約し、また食べる部分を損なわないように拳銃を用いることがある。

## 拳銃の種類について
拳銃には、単発式・複銃身式・回転式・自動式といった種類に大別される。

### 単発式・複銃身式拳銃

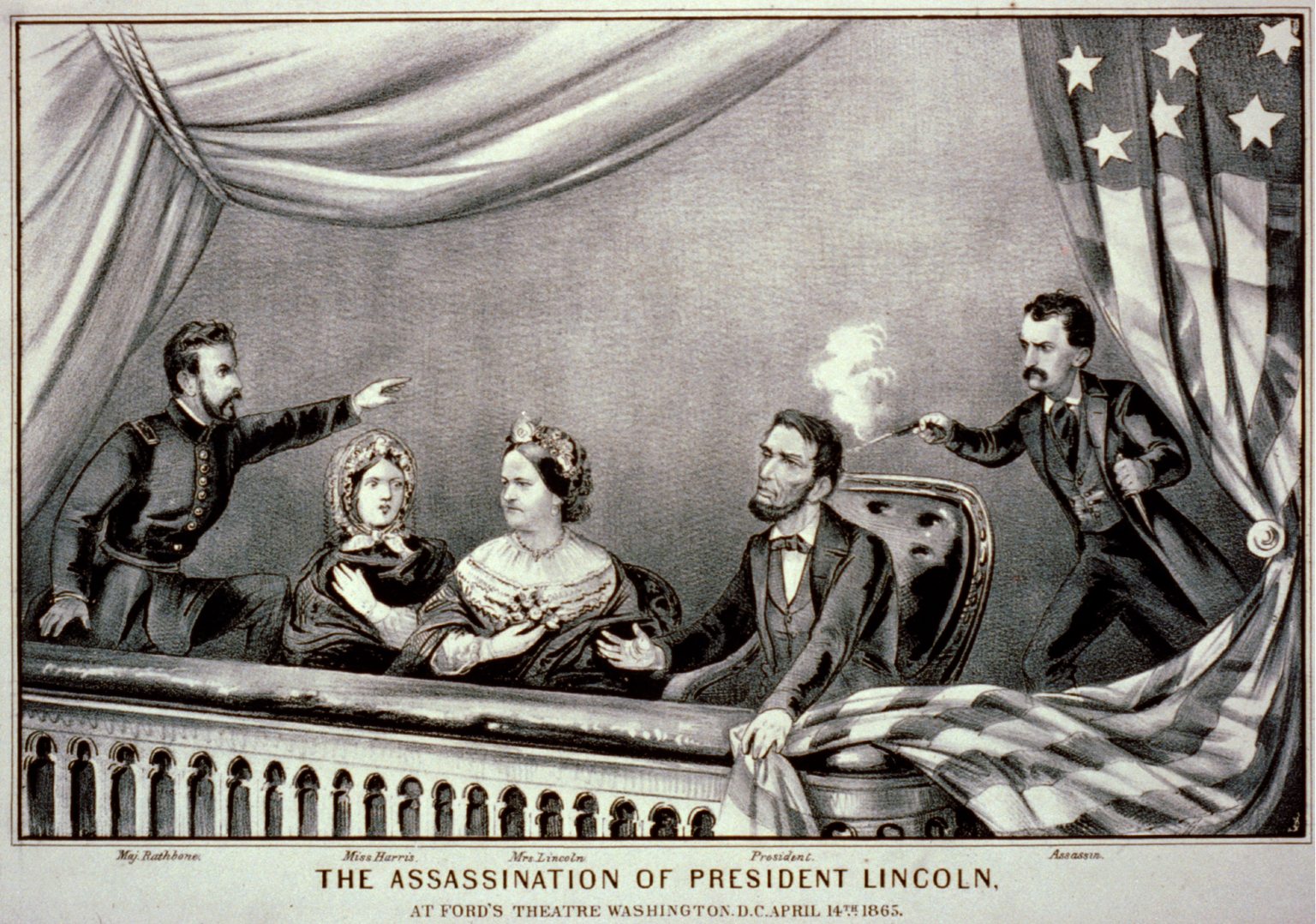
デリンジャーが使用されたリンカーン大統領暗殺の様子を描いた絵

一本の銃身を持ち、一発の弾薬しか装填できないものを単発式と呼び、単発式の銃身を複数にして連射・斉射できるようにしたものを複銃身式と呼び、前装式銃器の時代から様々な形式のものが作られた。
後に銃身後端を切断して、ここに回転式の弾倉（シリンダー）を付けたものが作られるようになり、これが前装式回転式拳銃へと発展した。
弾丸と火薬を一体にした薬莢が用いられるようになった時代から、これを装填するために銃身部と機関部の間で2つに折って装填できる形式のものが作られるようになり、単銃身〜4連銃身程度のものが製造されてきたが、本数が増えるだけ重量が増すため小型の製品が多かった。
デリンジャーは上下二連銃身の小型拳銃で、中折れ式拳銃の代表例であり、手の平や袖の中に収まるコンシールメント・ウェポン、つまり隠すのが容易で、目立つ拳銃を取り上げられた場合の最後の抵抗手段としても有名である。.41リムファイヤのレミントン・ダブルデリンジャー、.22LRのハイスタンダード・デリンジャーなどがある。
1865年に第16代アメリカ大統領リンカーンの暗殺に用いられたのは、前装式の単発小型銃フィラデルフィア・デリンジャーであり、これが有名となったため、小型拳銃の商品名としてデリンジャーという名称が多用されるようになった。
近年では、銃身と撃鉄を交換するだけで様々な弾丸を撃つことが出来るトンプソン・コンテンダーが、シルエット競技（重い鉄板を撃ち倒す）で人気が高い。

### 回転式拳銃

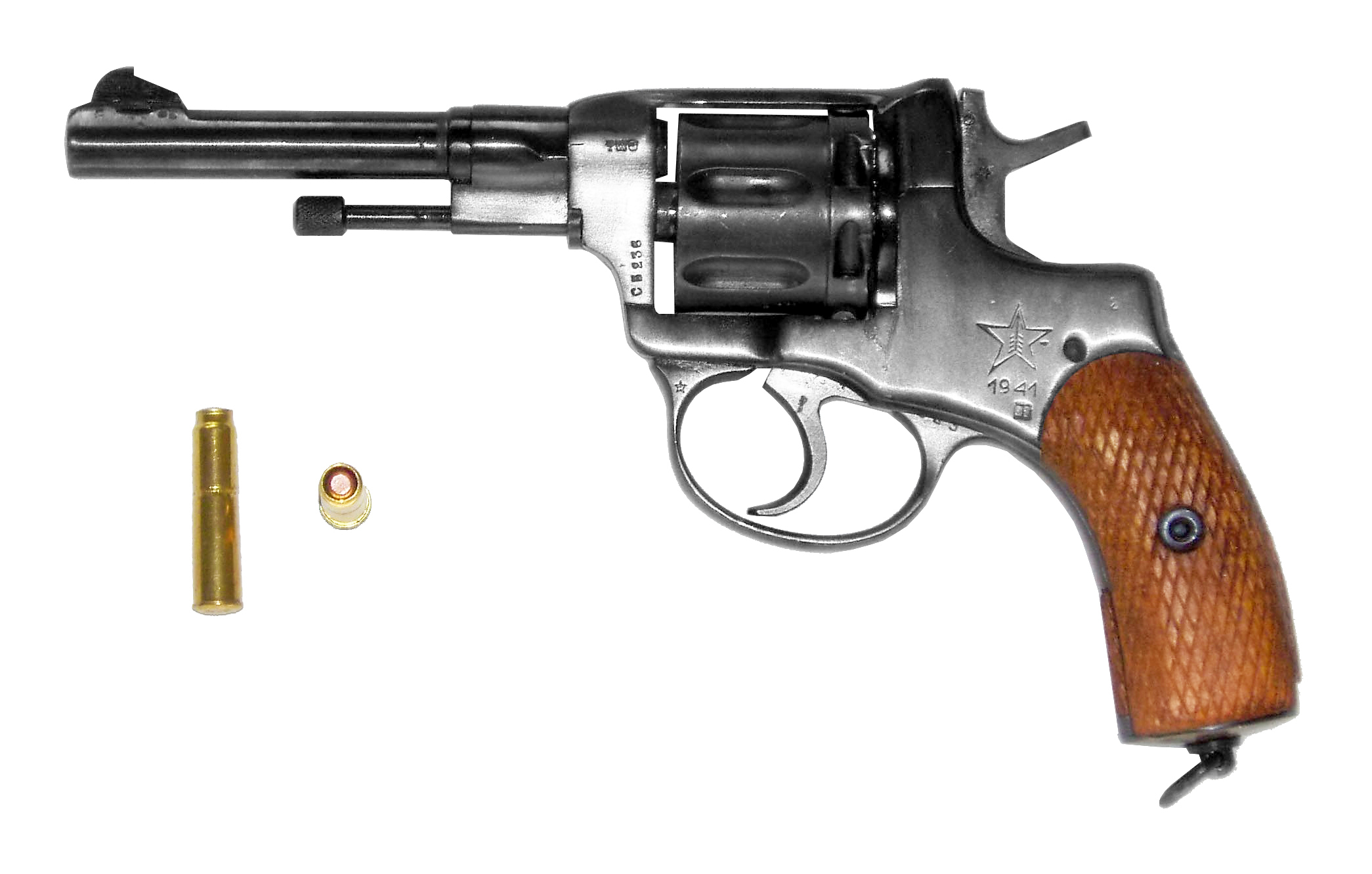
ナガンM1895

リボルバーとも呼ばれる。中に薬室を複数納めたレンコン状の回転式弾倉（シリンダー）を有するのが特徴で、装弾数は一般に5発か6発であるが、近年の金属の熱処理技術の向上や、口径の関係で7〜8発のものもある。
ナガン・リボルバー等一部のリボルバーを除いて、大体は弾倉と銃身の間に隙間（シリンダーギャップ）があるため、発射ガスがそこから放射状に飛散する。このためサプレッサーを付けても効果が限定的である。シリンダーの保持方法によって振出式（スイングアウト）、中折れ式（トップブレイク）や固定式（ソリッドフレーム）等に大別でき、現在最も普及しているのはスイングアウト方式である。
利点として自動式拳銃と比べて構造が単純・堅牢で耐久性を上げやすい。部品数が少なく、保守も容易であり、実包装填時の暴発の危険性が低く信頼性が高い。また、不発が発生した場合も、ハンマーを起こす（シングルアクション）、または引き金を引くだけ（ダブルアクション）で次弾を素早く発射出来る。弾頭の形状・装薬量の変化に作動が左右されないため、大口径で高威力のマグナム弾も作られている。価格も比較的安い。
欠点は装弾数が少ないことや、清掃や保守点検のために分解する際、自動式に比べて手間が掛かることである。弾薬の再装填にも時間を要するが、再装填に関してはスピードローダーやムーンクリップという装填器具を用いて、複数の弾薬をすばやく一括装填できるものもある。現在では自動式に押されつつあるが、個人の護身用、また発砲機会が少ない地域の警察官用としてリボルバーはいまだそれなりの需要がある。
少数ながら回転式の（半）自動式拳銃（オートマチック・リボルバー）も存在する。

### 自動式拳銃

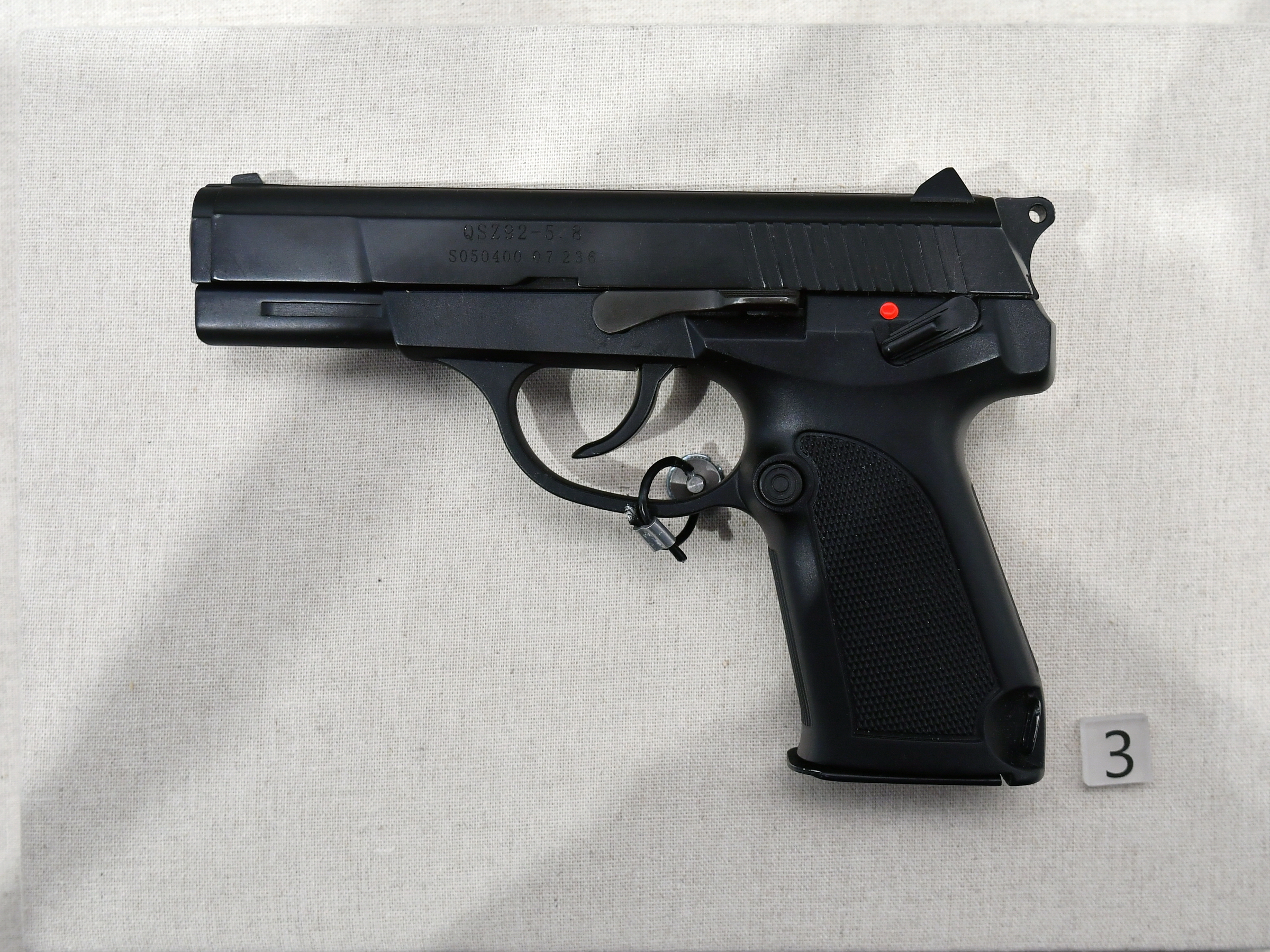
QSZ-92

自動式拳銃とは、射撃時の反動（反動利用式）や火薬燃焼時の薬莢底にかかる圧力及後退動作（ブローバック）を利用し、遊底（スライド、ボルト）と呼ばれる部分を後退させることで、排莢や次弾装填を自動化した拳銃である。9x19mmパラベラム弾以上の威力の実包を使用するほとんどの拳銃は反動利用式（ショートリコイル）の作動機構を持ち、弾頭が発射され、高圧高温の発射ガスが安全圏に下がるまで銃身と遊底は機械的に結合したままである。これに対して.380ACP弾以下の比較的弱装の実包を使用する自動式拳銃は特に機械的な閉鎖機構を持たず、リコイルスプリングの圧力と遊底の慣性質量及び薬莢の靭性によってのみ弾頭が発射されるまでのガス圧をしのぐ（ストレートブローバック、またはシンプルブローバック）。

英語ではセミオートマチックピストル (semi-automatic pistol)、セルフローディングピストル（self-loading pistol、「自己装填式拳銃」の意）、オートピストル (autopistol) などと呼ぶ。
一般的な自動式拳銃は、引き金を引く度に1発ずつ弾丸を発射、排莢、再装填を行う半自動式（セミオートマチック）。引き金を引いたままにすると全自動（フルオートマチック）で発射できるものは「マシンピストル」（後述）と呼ばれ、便宜上は区別される。
利点としては、大半の回転式拳銃に比べて装弾数が多く、かつグリップ内に挿入されている弾倉を交換することで装填が簡単にできるため、連射に向いている。口径にもよるが、7発前後から多いものでは15発以上の弾丸を装填できるものもある。専用のロングマガジンを使うことで、更に装弾数を増やすことも可能である。また、ロングマガジンにグリップ・アダプターという器具をつけて挿入することでホールド感を安定させることもできる。欠点としては、部品数が多く回転式拳銃よりも複雑な動作をするため、整備不良や訓練を受けていない者が扱うと弾詰まりや破損事故を起こしやすい。

マイナーではあるが（半）自動動作する回転式拳銃も存在する。
弾倉の種類
自動式拳銃の弾倉には、弾丸が1列に収められているもの（シングル・カラム：単列弾倉）と、幅を広げてジグザグに収めるようにしたもの（ダブル・カラム：複列弾倉）があり、後者は銃の大きさをほとんど変えずに装弾数を大幅に増やせることから、近年では幅広く採用されている。

### マシンピストル

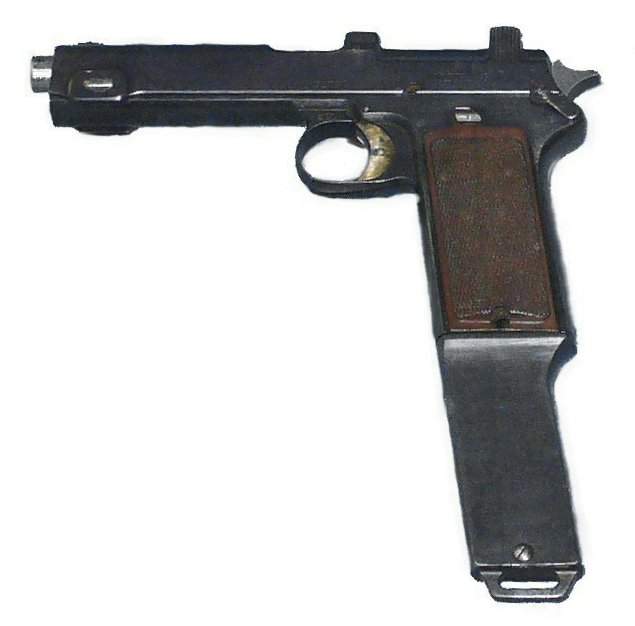
ステアー M1912/P16

フルオート射撃可能な拳銃サイズの火器を、マシンピストル (Machine pistol) と称する場合がある。
ドイツ語のMaschinenpistoleやロシア語のПистолет-пулемёт、チェコ語のKulometná pistole、フランスのPistolet-mitrailleur、イタリア語のPistola mitragliatrice、ポーランド語のPistolet maszynowy、ポルトガル語のPistola-metralhadora、スウェーデン語のKulsprutepistolなど、英語の「マシンピストル」と同様の表現は、短機関銃を指す言葉としてヨーロッパで広く使われてきた。
英語のマシンピストルとサブマシンガンはしばしば同義語として扱われるが、一方でこれらを区別するべきとする立場もある。例えば、アメリカ陸軍のJFK特殊戦センターが1967年に作成した資料『U. S. Army Special Forces Foreign Weapons Handbook』（陸軍特殊部隊外国製火器の手引）では、「大まかに言えば、サブマシンガンとは、肩撃ち式、空冷式、弾倉式、拳銃弾使用、フルオート射撃可能なもの」（In broad general terms a submachinegun may be described as a shoulder fired arm, air cooled, magazine-fed, chambered for pistol ammunition and capable of full-automatic fire.）であると説明し、同じく拳銃弾を使うものであっても、従来型の半自動拳銃の火力を高めるという発想でフルオート射撃機能と着脱可能な銃床などを追加した銃器、すなわちマシンピストルと混同するべきではないとした。ただし、例えばグロック17ピストルから派生したグロック18Cはマシンピストルであり、MP5はサブマシンガンであるとする場合、一見するとこの2つの違いは明らかに思えるが、そこに明確な境界線を見つけるのは容易ではない。短銃身を備えるAPC9Kのようなサブマシンガンの存在を考慮すれば、銃身長は決定的な要素ではない。また、銃床の有無も同様である。
日本の防衛省では短機関銃、機関短銃、機関けん（拳）銃、マシンピストルの4つをいずれも区別なく英語のsubmachine gunあるいはmachine pistolに対応する語とし、「けん（拳）銃弾を連続射撃する銃。半自動及び全自動の切り換えが可能なものが多い。」と定義している。
自動拳銃にフルオート射撃機能を持たせる試みは、1910年代から始まっていた。ステアー M1912ピストルにフルオート射撃機能を付与したM1912/P16は、世界初のマシンピストルとも呼ばれた。M1912/P16の生産は少数に留まったが、戦後の1920年代には、スペインでドイツ製モーゼルC96ピストルのコピー製品を原型とするマシンピストルが設計され、1930年代にはモーゼル社でも同様のモデルが発表されている。以後、このようなマシンピストルの設計の試みは各地で何度も繰り返されていくことになる。

## 射撃操作について

### 握り方
サイド・グリップのように照準がつけられない握り方や、半自動式拳銃のギミックが十分に機能しない銃器誤動作が起きる握り方Limp wristingもある。また、カップ＆ソーサーやティーカップと呼ばれる持ち方だと反動を抑えきれない場合もある。

### 射撃姿勢（スタンス）

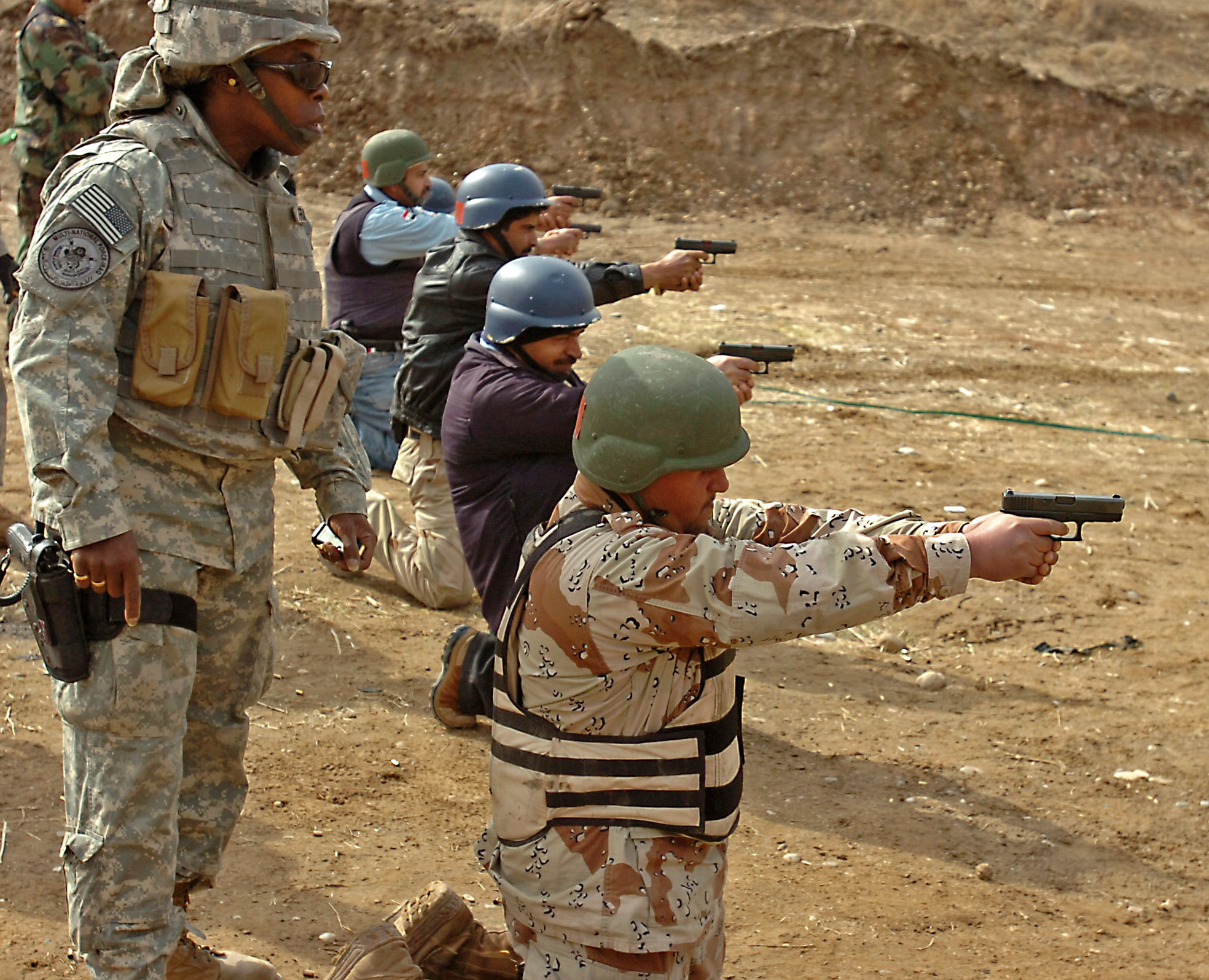
アイソセレス・スタンスの射撃訓練。姿勢を安定させるために両膝を突いている

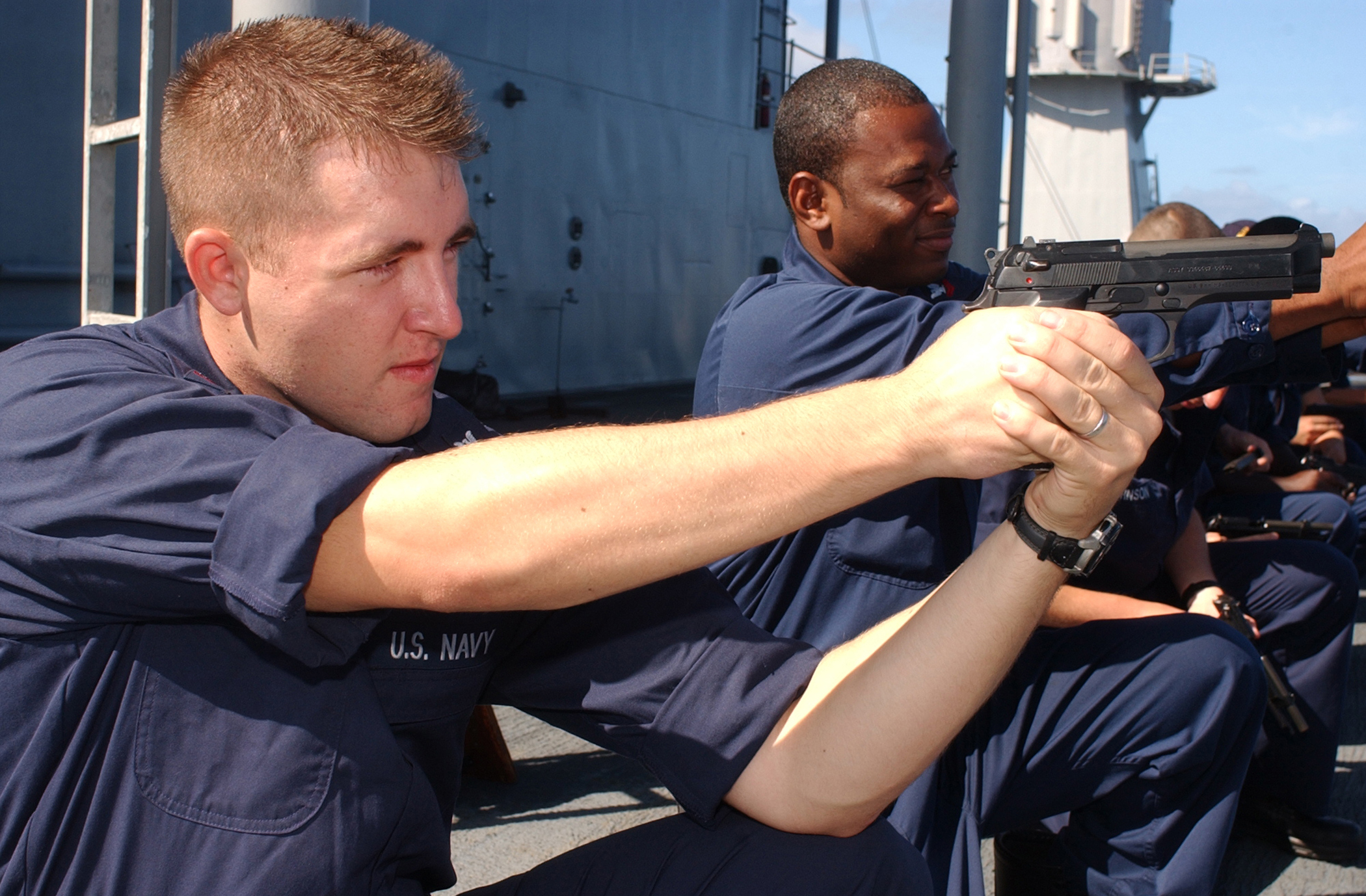
膝射姿勢で行われるウィーバー・スタンス

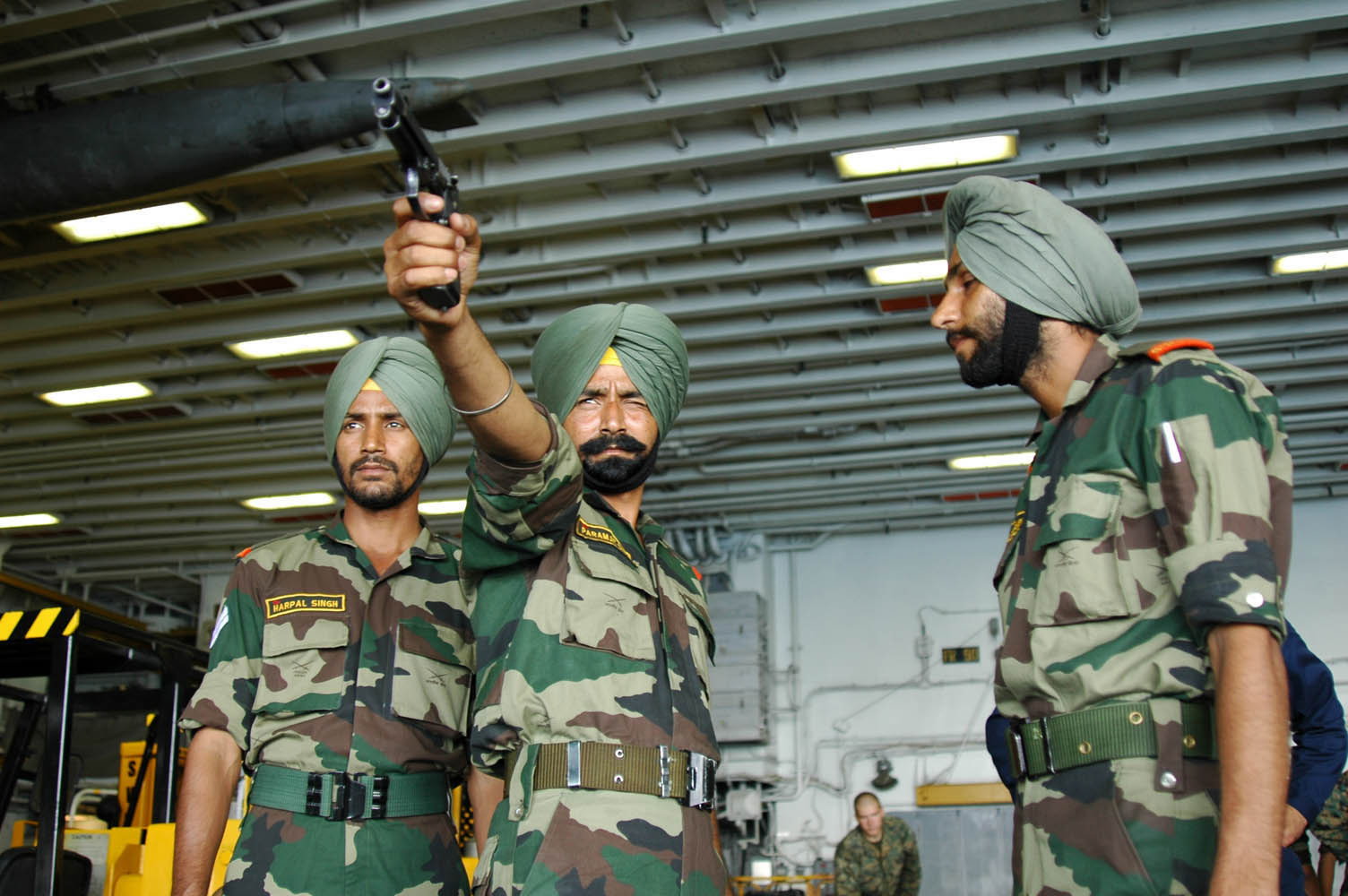
イン・ライン・スタンスの姿勢で射撃訓練を行うインド陸軍の兵士

拳銃は腕のみで保持されるため、きちんとした姿勢で射撃を行わなければ、安定せず命中率が下がり、反動を制御できず怪我をする場合もある。
- アイソセレス・スタンス（英語版） - アイソセレスは二等辺三角形の意。標的に向かっておおむね正対し、ピストルを両手で保持し、両腕と体が二等辺三角形を形作るようにする構え。1980年に開発された持ち方で、さらに発展させた Modern Isosceles という持ち方もある。
- ウィーバー・スタンス（英語版） - 標的に向かって斜めに立ち、後ろの腕を伸ばしてピストルを握り、前の腕の手を銃把に添える構え。1950年代後半、ロサンゼルス郡保安局の保安官だったジャック・ウィーバーによって開発された持ち方。
- チャップマン - レイ・チャップマンの実用射撃学校（Chapman Academy of Practical Shooting）で開発された、ウィーバー・スタンスの発展型。
- Center Axis Relock System（略：CAR System） - 別名ジョン・ウィックスタンス。やはりウィーバー・スタンスの発展型。軍事コンサルティング会社 Sabre Tactical 社の指導員 Paul Castle が開発した狭い場所で素早く近接射撃を行うときの射撃法[18]で、ウィーバー・スタンスより腕を短く曲げる。

片手で撃つ方法
- Power Point Stance - 片手に荷物を持っている場合などで片手が保持に使えない時に使用する。使わない手を胸と首のあたりに持ち上げて手のひらを上に向けてから握りしめることで上体の筋肉を引き締め、射撃側の手を伸ばして射撃する方法[19]。
- Strong-Hand Retention Stance - 近接距離で銃が奪われかねない状態や閉所での使用に用いられる。腕を折り曲げ、銃を持った手をわきの下に接触させて固定させて撃つ方法。もう片方の手は格闘に備えるなり自由に動かせる。ただし、反動を抑えるために上に燃焼ガスを逃す機構があると自分の目や顔などに燃焼ガスがかかるため、そういう銃の場合は若干前に出す必要がある[19]。

射撃競技の射撃姿勢
- イン・ライン・スタンス - 射撃競技に見られる姿勢。片手で保持し、銃の銃口から持つ手の反対の肩までが一直線上になる構え方。
- オープン・スタンス - 命中率が下がるがイン・ライン・スタンスの状態から体を若干対象に向けることで頭を横に向け続ける負荷を減らす射撃姿勢。

技術
- ファストドロウ（英語版）（クイックドロウ） - 西部劇で見られるような、ヒップホルスターから抜き出して即座に射撃する早射ち。
- ファニング (銃)（英語版） - やはり西部劇で見られる、回転式拳銃の引き金を引いたままで保持し、もう一方の手で撃鉄を弾き起こして連射する技術。
- ポイントシューティング（英語版） - 近距離の標的に対して、照準器を使わずに感覚だけで撃ち込む迅速射撃技術。
- タクティカルリロード - 薬室や使用途中の弾倉にまだ弾薬が残っている状態で、新しい弾倉と交換する手法。建物内の捜索といった緊迫した状況下で、万一の弾切れを予防するための措置。弾倉の交換も一挙動で迅速に行われる。
- ダブルタップ射撃（英語版） - 同じ目標に二連射すること。
- モザンビーク・ドリル（英語版） - 当たりやすい胴体にまずダブルタップ射撃を行い、なおも標的を無力化できなければ、三発目で頭部などの急所を正確に狙い撃つという技術。名称は、ローデシア傭兵のマイク・ルソーが首都の空港で体験した戦訓にもとづくという俗説による。
- タップ・ラック・バン（英語版） - 自動銃の動作不良時に行う応急対応をまとめた用語。タップは弾倉を軽く叩いて弾薬や弾倉ばねの引っかかりを解く、ラックは遊底やコッキングハンドルなどを操作して薬室に新しい弾薬を送り込む、バンは射撃を再開する。それでも動作不良が再発するようなら、銃や弾倉そのものに破損などの異状が疑われる。もし腔発や遅発が起きた場合には、タップ・ラック・バンを行うべきではない。
- 射撃芸（英語版）
- 二丁拳銃 - 両手に一挺ずつの拳銃を持ち、携行・射撃を行うこと。二挺を同時または交互に射撃する場合と、利き腕側の拳銃を使い、そうでない側を予備とする場合がある。単発拳銃が主流だった頃には実戦的な射撃法ともされたが、反動制御や精度や取り回しに難があり、現代ではもっぱらパフォーマンスやフィクションでの演出として行われる。

### 回転式拳銃の射撃操作について
回転式拳銃の基本的な射撃操作と、拳銃の挙動は以下の通りだが、競技用拳銃などに操作の異なるものがある。

#### シングルアクション

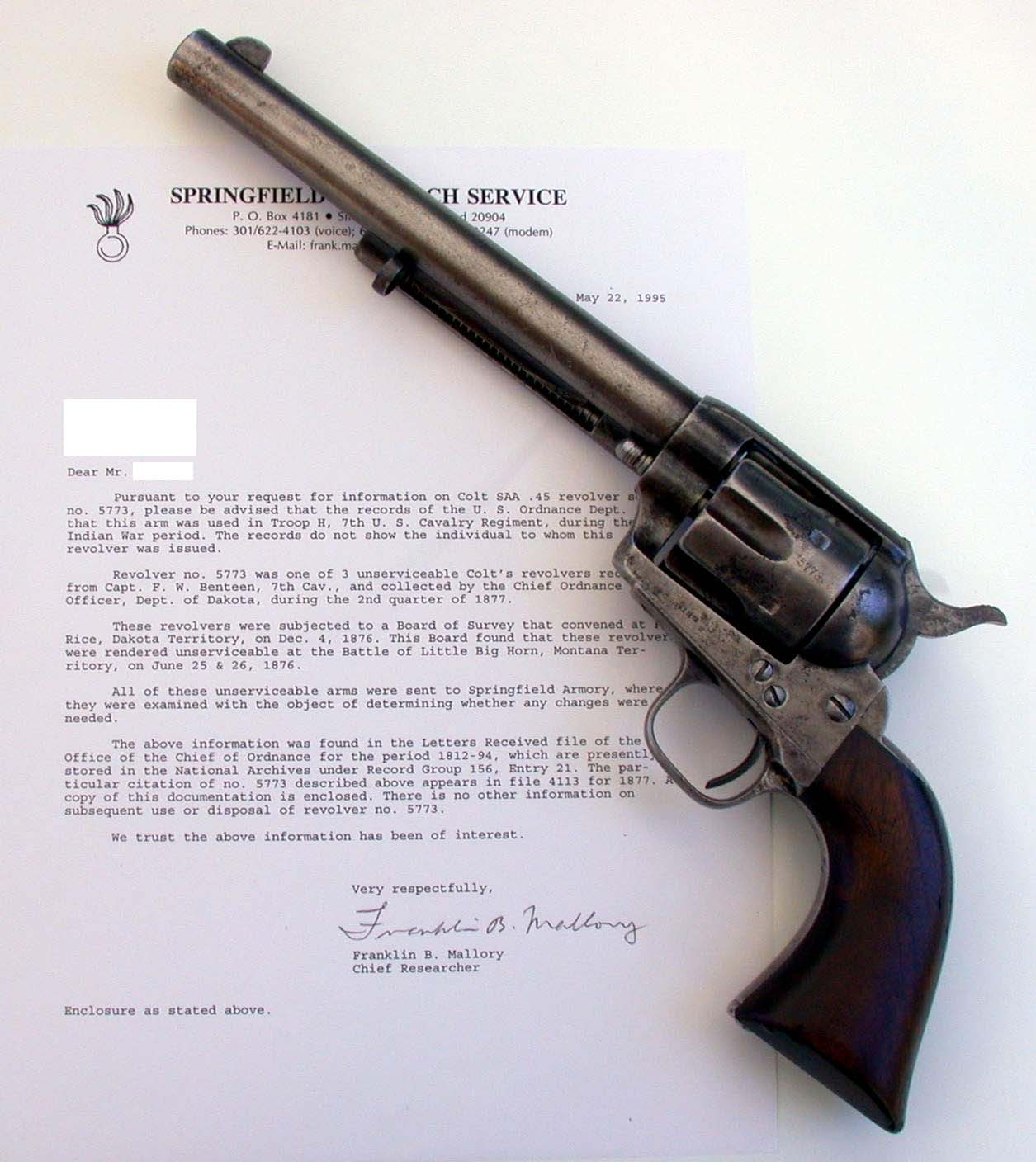
コルトSAA

シングルアクションとは弾丸を1発撃つごとに手で撃鉄を起こす必要がある銃、または1発撃つごとに手で撃鉄を起こす操作法を指す。
1. 弾薬を回転式弾倉に装填し、銃にセットする。
2. 撃鉄（ハンマー）を親指で引き起こす。銃内部のばねを圧縮した状態で撃鉄は止まる。
3. 上記操作と連動して弾倉が回転し、弾薬が発射位置まで移動したところで弾倉が固定され、発射準備が完了する。この状態をコッキングと呼ぶ。
4. 人さし指で引き金を引く。撃鉄が作動して落ち、弾薬の底部にある銃用雷管を叩いて火薬が発火し、弾丸が発射される。

引き金が撃鉄を倒すという1つ（シングル）の動作しかしないことからこう呼ばれる。西部劇で多く登場する。片手撃ちの場合、基本的には親指でコッキングして発射準備をする。
速射する場合には先に引き金を引いたまま、空いている手の親指と小指で掌を扇ぐようにコッキングし連続射撃を行う。この動作をファニング（ファニングのファンとは扇のこと）といい、西部劇などでよく見られる。初期のリボルバーにダブルアクション機構がなかったために生じた連射技だが、実弾射撃の場合は1発発射するごとの反動が大きいので、次弾以降の命中を期するのは難しく、空包を使用した映画やショーならではのパフォーマンスと言える。

#### ダブルアクション

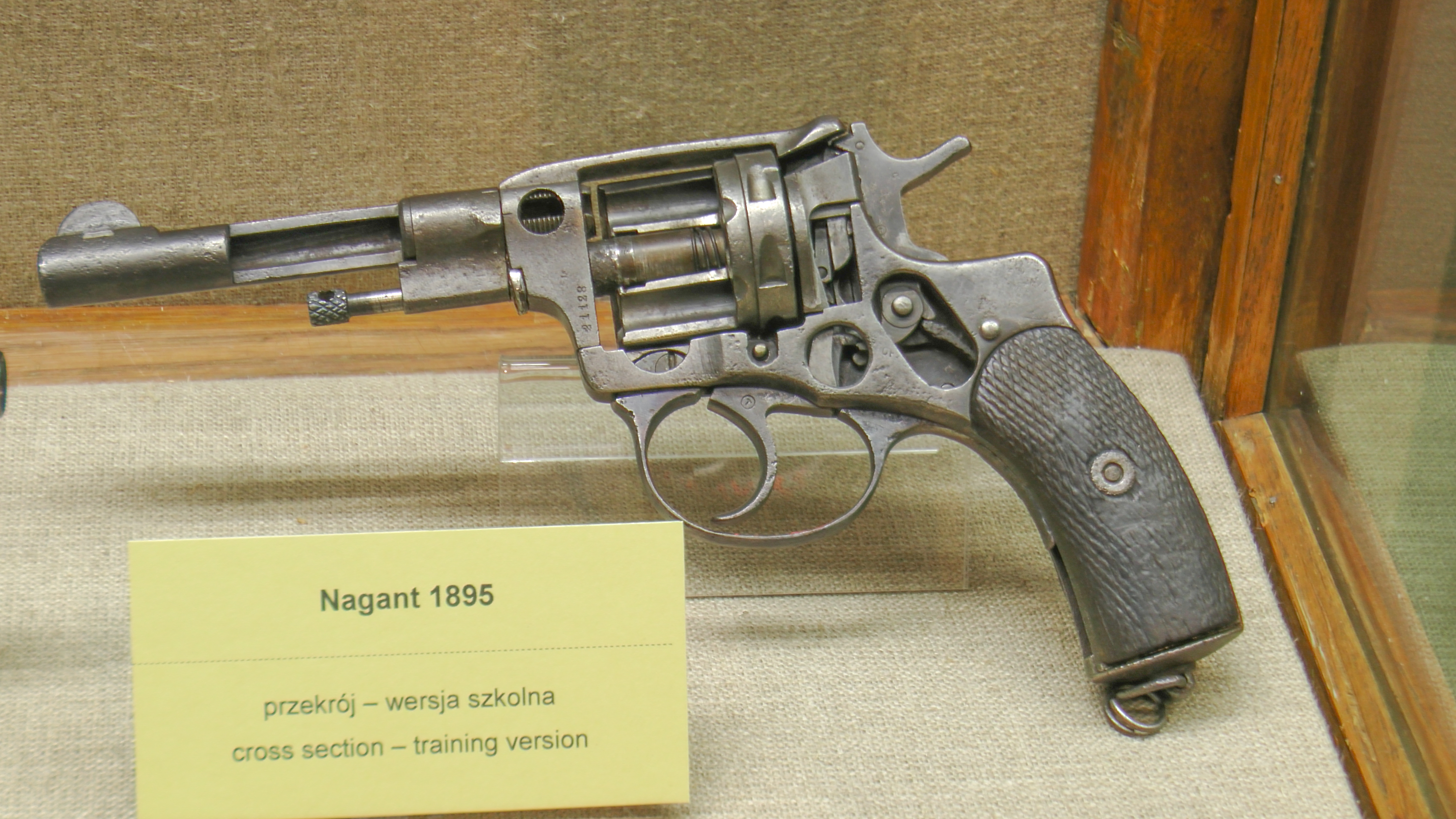
ダブルアクションとシングルアクション併用のナガンM1895（カットモデル）

ダブルアクションとは弾丸の発射に際し、引き金を引くだけで撃鉄が起き上がってから落ち、連続で発射が行える機構やその操作法のことを指す。
1. 弾薬を回転式弾倉に装填し、銃にセットする。
2. 引き金を引く操作と連動して撃鉄が起こされる。さらに連動して弾倉が回転し、弾薬が発射位置まで移動したところで弾倉が固定され、発射準備が完了する。
3. 弾倉の固定とほぼ同時に、引き続けていた引き金が定位置に来た段階で連動していた撃鉄が落ち、弾丸が発射される。

引き金が撃鉄を起こし、さらに倒すという2つの動作をすることからダブルアクションという。引き金を連続して引くだけの簡単な操作で連射できるが、撃鉄を起こす余分な力が必要となるため、引き金を引くのに必要な力（トリガープル）がシングルアクションより大きいことや、引き金を引く距離（トリガーストローク）が長くなり撃ちづらく、命中精度が落ちるなどの欠点もある。
現代のリボルバーの大部分はシングルアクションとダブルアクションの両方の操作ができるようになっているが、ダブルアクション専用のものもある（S&W M40、二十六年式拳銃など）。これは、取り扱いに不慣れな者による暴発事故を防ぐほか、格闘時などに偶然もしくは相手の妨害により、ハンマーと弾丸底部を叩く隙間に異物が挟まることで撃鉄が弾丸底部を叩けなくなったり、異物がクッションとなって雷管が発火せず射撃不能になることを防ぐ意味もある。
撃鉄を起こした状態から射撃を中止する場合、指で撃鉄を押さえながらゆっくり元の位置に戻す操作「デコッキング」の必要があるが、内蔵安全装置を持たない古い時代の回転式拳銃の場合には暴発の可能性があり、危険である。こうした古い時代の回転式拳銃の場合には、撃鉄が起きていない状態でも落下などにより衝撃が加わると暴発する可能性がある（遊戯銃では、実銃にはない安全装置が追加して設けられていることがある）。これを踏まえ、現代の回転式拳銃には引き金を引く操作をしない限り撃針を弾薬に触れさせない、内蔵安全装置が組み込まれている。

### 自動式拳銃の射撃操作について

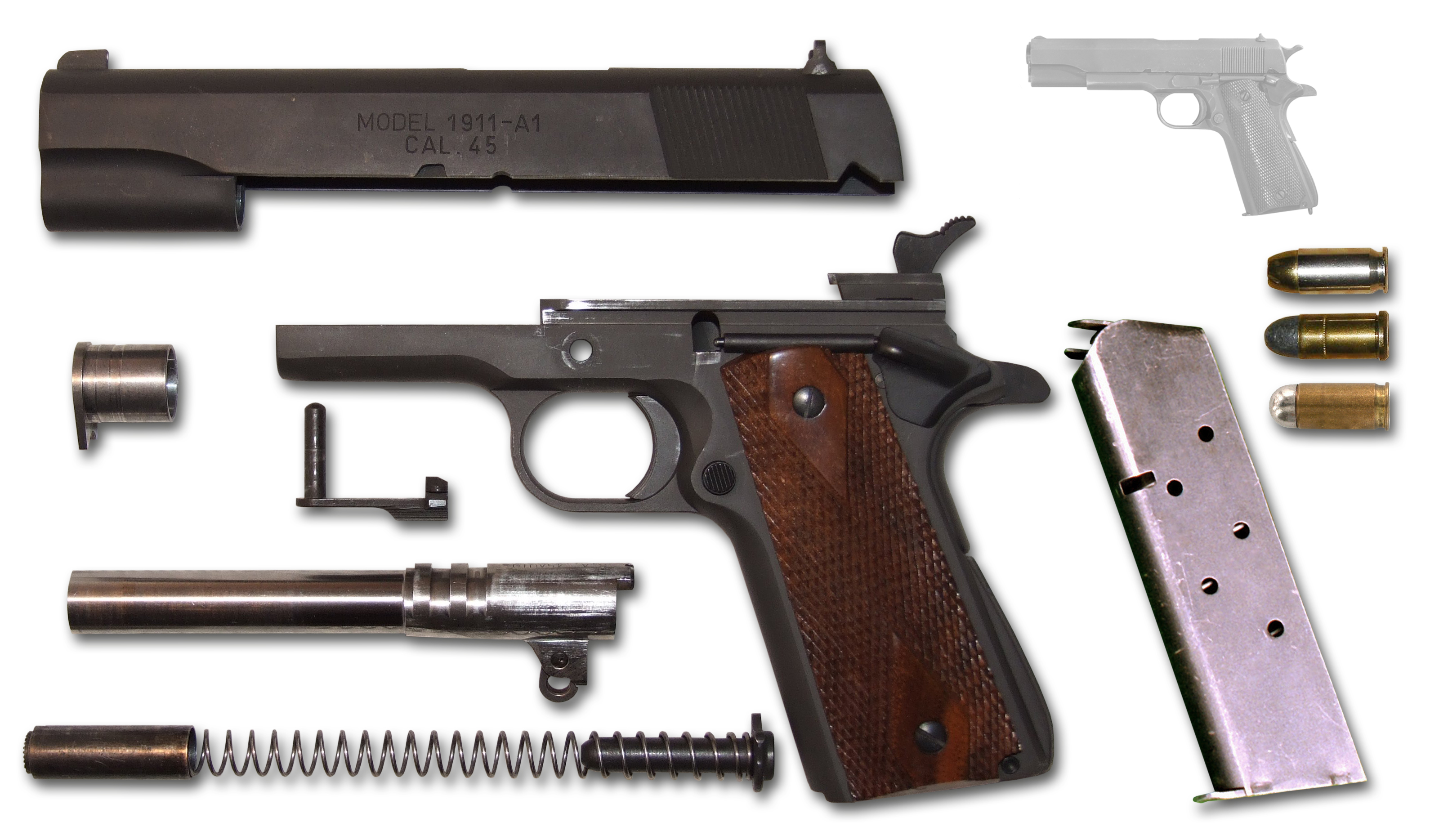
フィールドストリップしたM1911

以下に、一般的な自動式拳銃の操作と挙動を示す。回転式拳銃同様に、シングルアクション、ダブルアクションなどの方式が存在するが、基本的に自動式の場合は2発目以降は撃鉄またはストライカーが発射準備状態になるため2発目以降は回転式でいうシングルアクションの撃鉄が起きた状態となる。そのため、ダブルアクションとシングルアクションの違いは撃鉄が倒れた状態からの最初の1発目の場合にのみ差がある。ただし最近は撃鉄が起きたままで引き金に軽く触れただけで発射されてしまう状態を嫌い、回転式のダブルアクションと同様に毎回撃鉄を起こすダブルアクションで作動するように作られた物が、主に警察関係で採用される傾向がある。
1. 弾薬が装填された弾倉を銃に取り付ける。弾倉はばねの力で弾丸を銃の内部に押し上げている。
2. 遊底（スライド）をいっぱいに引いて、引く手をはなす。ばねにより遊底は戻り最初の弾薬を薬室（チェンバー）に送り込む。
3. 前項のスライドの動作によって撃鉄が起こされ、射撃の準備が完了する。（コッキング状態）
4. 引き金を引くと、撃鉄、撃針が作動して弾丸が発射される。
5. 遊底が反動（リコイル）で後退し、自動的に空薬莢を排出（排莢）して、撃鉄が起きる。
6. 後退しきった遊底がばねの力で戻る。その際、弾倉からせり上がってきた次弾が薬室に送り込まれる。（上記「2.」の手動操作が自動で行われたことになる）
7. 半自動（セミオート）拳銃の場合は発射後、撃鉄が起きた状態で動作が止まる。引き金を引いていた指を放すと上記「3.」が終わった状態に戻って1発ずつの発射が可能。全自動（フルオート）拳銃の場合は、引き金が引かれている間は自動的に撃鉄が落ち、「5.」〜「7.」が繰り返されて連続して発射される。
8. 弾倉内の弾丸がすべて発射されると、遊底は後端で停止して、機関部が露出した状態になる。これをホールドオープンと呼ぶ。ホールドオープンは射手に弾丸が尽きたことを知らせる。また、弾倉の交換による再装填を高速化する意味もある。ここで射撃を終了する場合は、空弾倉を抜き取り、安全のため薬室内に弾丸が残っていないことを確認する。
9. 続けて射撃を行う場合は、ホールドオープンの状態で空弾倉を外し、弾丸が装填された弾倉を取り付ける。
10. 遊底を固定しているレバー（スライドストップ）を解除するか、遊底を軽く引いてはなすことで遊底が前進し、弾倉最上部にある弾丸を薬室に送り込む。

上記の例は、あくまで一般的な自動拳銃の挙動である。この段階ではシングルアクションとダブルアクションの違いはない。デコッキング操作などで撃鉄が倒れた状態から射撃を再開する場合、シングルアクションの場合は撃鉄を引き起こす必要があるが、ダブルアクションの場合は引き金を引くだけでよいという違いがある。
大抵の自動拳銃は暴発を防ぐ手動の安全装置を各種備えているが、1970年代以降に設計されたものは安全装置の動作が自動化されており、手動の安全装置を持たない銃も登場している。安全にデコッキングを行うためのレバーも装備している銃が多い。発射の意志を持って引き金を引かない限り、落下などの衝撃が銃に加わっても容易には暴発（不時発射）しない銃が一般化している。

## 性能について
弾薬

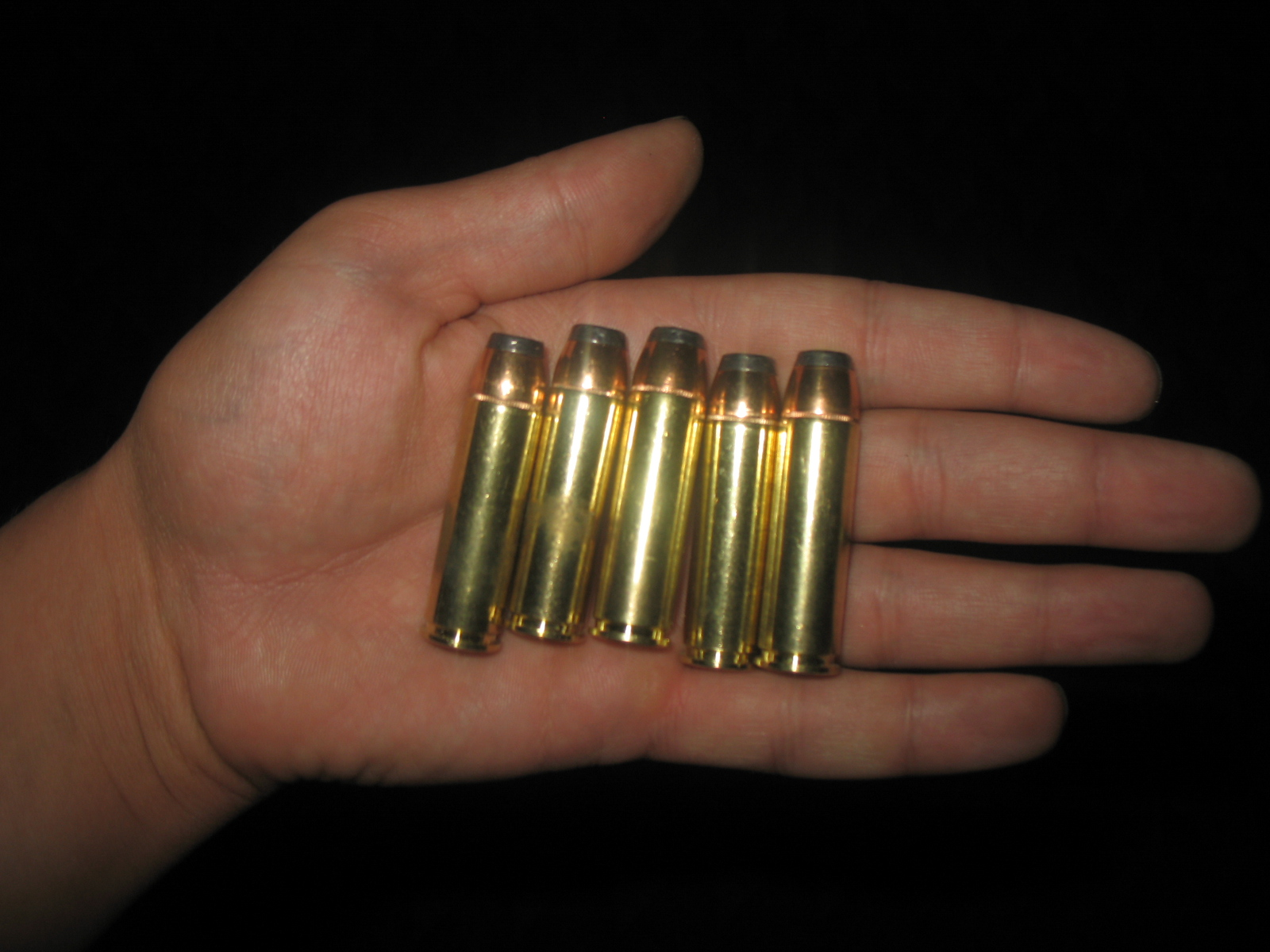
拳銃弾としては最大クラスの50口径用.500S&W弾

携帯性と手のみで保持することによる人間の限界から、装薬は少なく弾に与えるエネルギーには限界がある。そのうえ、ライフルなどに比べ銃身が短くなっているため加速にかかる時間が短い。そういった問題を解決するため、口径は他の携帯できる銃の弾丸より大きくなっている。例として、小銃の弾が7.62mm、5.56mm等に対して、拳銃はだいたい9-13.9（50口径）㎜である。
代表例のみ以下に記述、詳細は拳銃弾一覧にて。
- 9x19mmパラベラム弾 - 威力が足りなかった7.65x21mmパラベラム弾の強化版。世界で最も普及している銃弾。
- .357マグナム弾 - 1934年に完成後、拳銃は「マグナムの時代（Magnum era）」に突入した[21]。

弾数
- リボルバー - 大抵は5-6発、80年代以降で7-8発、小口径で10発以上。リロード方式としては、回転式拳銃にて何種類あるかの説明があるが、大まかにカートリッジごと交換する以外ではムーンクリップなどのスピードローダーで行う。こういったスピードローダーが発明される前では、バンドリヤー（英語版）と呼ばれる肩掛けの弾を入れるポケットが大量にある帯や弾を入れるポケットのついた服などから手動で移し替えていた。
- 自動拳銃 - シングルカラム式（単列式）で7-10発、1934年に登場したダブルカラム式（複列式）で15-18発。ダブルカラム式にすると昔の日本人のように小柄だと持ちにくく、ばねが良くないと作れないなどの欠点がある。リロードは、手動で弾を込めるなどはなく弾倉ごと交換する。

※日本の警察には、かつて5発装填ルールというものがあり、ハンマーブロックの無いリボルバー（特にS&W M10配備）の時代にハンマーが誤動作して暴発しないよう通常携帯時に空薬室を作った状態で保持することとなっていたが、平成一三年一一月九日国家公安委員会規則第一三号からは警察官等けん銃使用及び取扱い規範において「長官が別に定める数のたまを装てん」となっている。
射程
有効射程は一般に100ｍ以下で、マンストッピングパワーが期待できる射程は50ｍ以下、命中は10mより短い距離でしか期待できない。
命中率
実際に人や獣を狙って発砲した際の命中率については、ニューヨーク市警察が1994年から2000年までに銃撃戦および犯人や犬の無力化のために拳銃を発砲した際のデータがある。
| 距離 （ヤード） | 距離 （メートル換算） | 命中率 （パーセント） |
| --------------- | --------------------- | --------------------- |
| 0 - 2           | 0 - 2.7               | 38                    |
| 3 - 7           | 2.7 - 7.3             | 17                    |
| 8 - 15          | 7.3 - 14.6            | 9                     |
| 16 - 25         | 14.6 - 23.8           | 8                     |
| 25+             | 23.8+                 | 4                     |
| 不明            | -                     | 2                     |

## 拳銃の所持規制について

### 日本

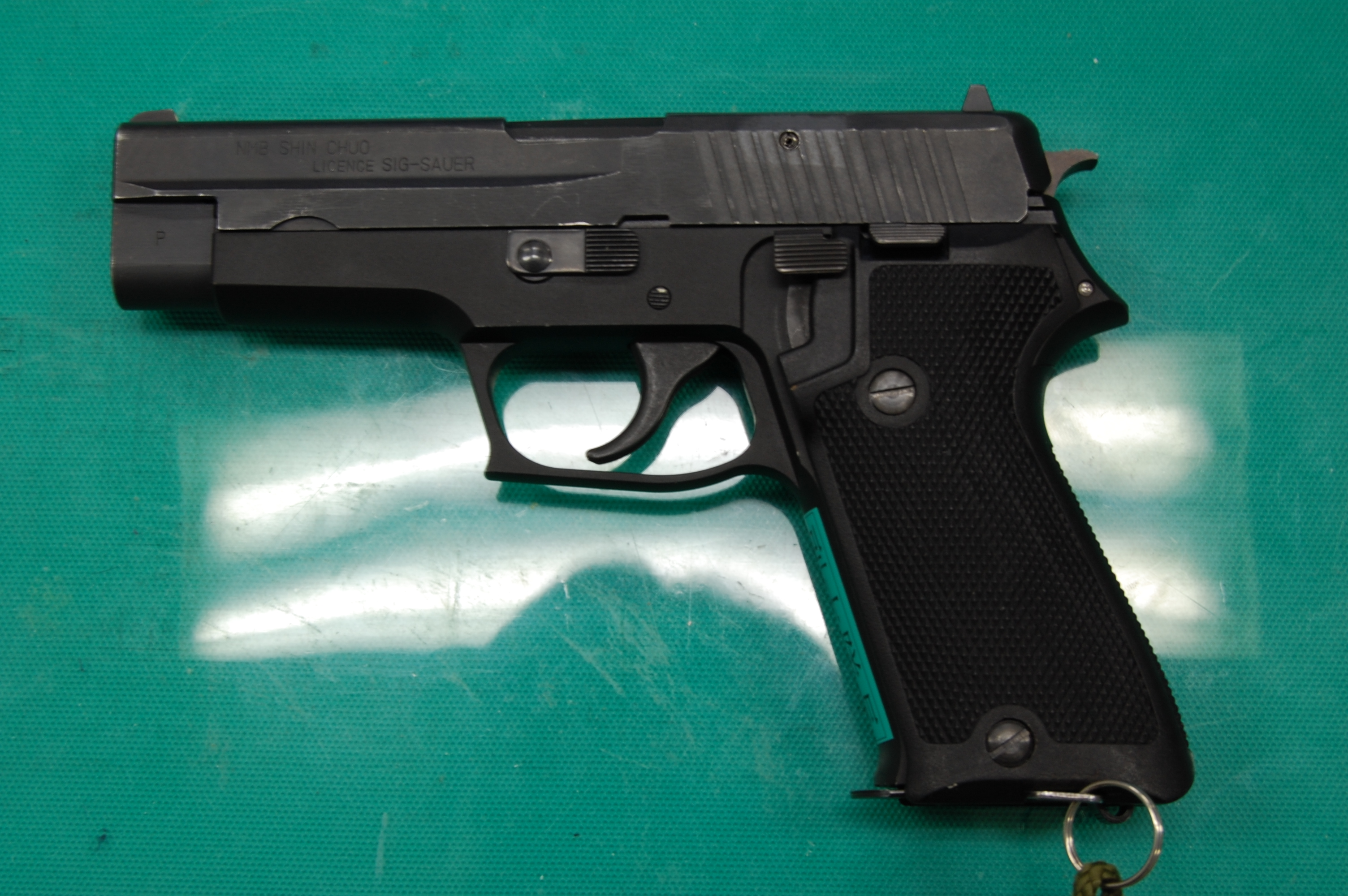
自衛隊で採用されている9mm拳銃

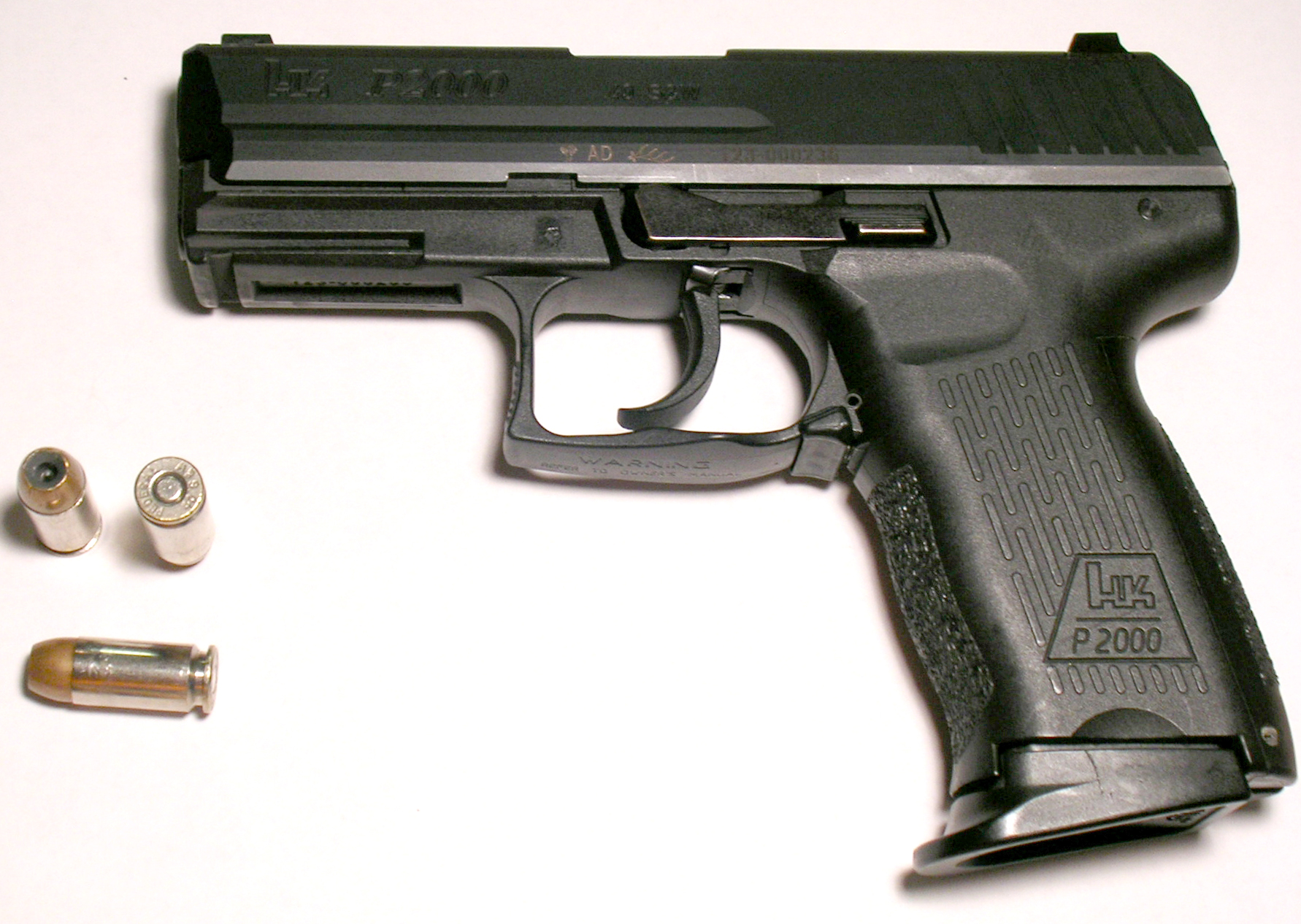
日本警察に採用されているH&K P2000

日本は世界で最も厳しいレベルの銃規制を敷いており、拳銃の所持が許可されるのは、法律において所持が許可された公務員と競技用に限られ、日米地位協定に基づく特殊な例として在日米軍基地の職務がそれらに加わるのみである。当然ながら勤務時間中のみ所持が許可されるので、出勤時に受け取り、退勤時に返却する規則がある。所持は可能だが使用に関しては厳しい条件があり、正当な理由（犯人に凶器を向けられ、自分の命を守るためやむを得ない場合など）がなく使用すると銃刀法違反で処罰される。例外としては公務員が管理する博物館での展示などに限られる。
- 職務上所持が認められている公務員
  - 警察官（皇宮護衛官を含む）
  - 自衛官（警務官を含む）
  - 海上保安官
  - 税関職員
  - 入国警備官
  - 入国審査官
  - 刑務官
  - 麻薬取締官（麻薬取締員を含む）
- 国際的な規模で行われる競技会の選手またはその候補として日本体育協会から推薦を受けた者
- 日本人警備員 (在日米軍)（日米地位協定により在日米軍基地内は日本法が適用されない）[25]

上記以外の者は銃砲刀剣類所持等取締法違反で処罰される。

### 過去に所有していた職業
郵便配達員も拳銃を携帯していた。これは郵便制度発足当初、人気のない場所で現金書留を狙い、刀を持った強盗が配達夫を襲う事件が多発し、また山中にはニホンオオカミが出たことから、欧州にならい1873年より配達夫にフランス製やアメリカ製の回転式拳銃を携行させたもので「郵便保護銃」と呼ばれていた（郵便物保護銃規則も参照）。これは警察官がサーベルを持つようになる4年前の事（拳銃は1923年に解禁）であり、法制度上は1948年まで維持された。
日本航空が1962年に北回りヨーロッパ線を開設した際に、北極圏で不時着した際にホッキョクグマに襲われた時の自衛用として機内に拳銃が搭載され、パイロットが射撃の訓練を受けていた。現在では航空機の信頼性が向上したため所持は認められていない。
鉄道公安職員は、鉄道公安職員の職務に関する法律に基づき、拳銃や警棒を所有していた。

#### 競技用拳銃の所持について
競技人口の少なさから普及しているとは言い難いが日本においても射撃競技用としての所持は可能であり、所持許可を受けている者は自衛官、警察官に多いが若干ながら民間での所持者も存在する。ビームピストル、エアピストル競技で所定の成績をあげた者が対象となるが、公安委員会が日本全国で拳銃を所持できる競技者数を50人に制限している（エアピストルは500人、ビームピストルは許可不要）。
所定の成績であるエアピストル4段の選手が日本には少ないため、50人の上限に対して常に空きがあり、許可申請があれば認められる状態となっている。また、所持が許可されても自宅に保管することは許されず、通常は所轄の警察署の管理下に置かれ、練習や競技時には事情を申告した上で持ち出さなければならない。

#### 古式銃の所持について
美術的価値を持つ拳銃に関しては、前述の所持枠に係わらず、所持も可能だが、必ず登録が必要である。「古式銃」として所持が認められるのは、（1）撃発（発射）方式が管打式又はピン打式、あるいはそれ以前の構造を持ち（2）概ね1867年（慶応3年）以前に国内で製造されたか外国から伝来したことが証明されることが基準となり、更に現代式実包が使える銃はこの条件を満たしていても認められない（登録後に、現代式実包が使えるよう改造することも不可）。
高知県立坂本龍馬記念館では坂本龍馬が使っていたのと同じスミス&ウェッソンの「No.2 アーミー」を展示したところ、財団法人が施設を管理していたことから高知県警察の指摘により撤去されている。なお同じ高知県にある青山文庫でもNo.2 アーミーを展示しているが、こちらは自治体（佐川町）が管理しているため許可されている。坂本龍馬記念館では職員数名が県の委嘱員となる形で銃刀法の問題を解決し、展示は再開されている。
歴史的な価値があり発射が不可能であれば民間でも保管が認められることもあり、公益財団法人の郵政博物館では発射機能を喪失させたNo.2 アーミーが所蔵されている。
21世紀に入ってからは、コルトM1851 36口径先篭め式拳銃の和式コピーが承認された例がある。これはこの形式の弾丸は現在では存在しないので実弾を発砲することは困難である、というのが承認の根拠であったとされる。
旧日本軍将校の遺族が「形見」として故人の銃器を所持していることがあるが、これらも民間人が個人で所持することは違法である。故人が戦前や戦中に入手したものを家人に内密にしたまま所有し続け、死後に遺族に発見される、というケースもある。これらの「遺品拳銃」については各都道府県警察が自主的提出を呼びかけており、これに応じた提出であれば不法所持として摘発される事はない。そのまま警察が廃棄するか、軍刀と同じく自衛隊の広報施設に歴史資料として寄贈することも可能である。
一方、暴力団やその関連組織の拳銃不法所持は毎年摘発事例が記録されており、日本国内における拳銃不法所持の摘発件数の上位を占めているが、近年では一般人の間でも拳銃の不法所持が増加しており、拳銃を用いた事件が多発する原因となっている。

## 製造について
メーカー
国からガンスミスの資格と国ごとの製造資格(アメリカであれば連邦銃火器免許）を取得し、製造の届け出をアルコール・タバコ・火器及び爆発物取締局等に行って製造する。改造する場合も、新たな銃を作る扱いになるのでメーカーや国家機関に確認が必要になる。
日本においては武器等製造法に手続きなどが定められており、例外はあるものの、武器製造事業者の資格者が作る武器についての書類を経済産業大臣に提出して許可してもらわねばならない。
- サミュエル・コルト、コルト・ファイヤーアームズ
- ホーレス・スミス、ダニエル・ベアード・ウェッソン、スミス&ウェッソン
- ジョン・ブローニング、ブローニング・アームズ、FNハースタル
- ニコライ・フョードロヴィチ・マカロフ（ロシア語版） 、イジェフスク機械工場
- シグ・ザウエル
- ヘッケラー&コッホ
- ファブリカ・ダルミ・ピエトロ・ベレッタ

非メーカー製
自作・密造したものを総称してジップ・ガンという。3Dプリンターでも製造可能であり、日本で起きた3Dプリンター銃製造事件では銃刀法違反などの罪で懲役2年の実刑判決が出ている。

## 拳銃一覧へのリンク
リボルバー
オートマチック
その他
記載する場合、掲載に値する理由も記載している。
- 磁気信管（英語版） - 魚雷用の磁気信管。英語で Magnetic pistol というが、別に拳銃を載せているわけではない。

## 拳銃の文化
- サタデーナイトスペシャル - 粗悪な銃のこと。土曜の夜に使用頻度が高いことから。
- 西部劇
  - カウボーイ・アクション・シューティング（英語版） - 西部劇をテーマにした射撃競技
- ガンスピニング（英語版） - 拳銃のトリガーガード（英語版）（用心金）部に人差し指をかけて回す曲芸
- ピストル射撃競技 - オリンピックの射撃競技にもなっている。オリンピックでは、ラピッドファイアーピストル、フリーピストル、エアピストル、スポーツピストルの四競技が行われた。
- ハンドガンハンティング（英語版） - 拳銃を用いた狩猟。